# Rode reuzenkangoeroe
De rode reuzenkangoeroe (Osphranter rufus, voorheen Macropus rufus) is 's werelds grootste levende buideldier en het grootste inheemse zoogdier van Australië. De kop-romplengte van de vrouwtjes is tot 1,1 m met een staart tot 0,9 m. De vacht van de meeste vrouwtjes is blauwgrijs, bleker aan de buikkant. Bij de volwassen mannetjes zijn de kop en romp samen 1,4 m met een staart tot 1 m. De meeste mannetjes hebben een overwegend roodbruine vacht, bleker op de voor- en achterpoten, het gezicht en de staart. Beide geslachten hebben een brede lichtere streep op het gezicht. Bij de geboorte kruipt de blinde, haarloze baby naar de buidel van zijn moeder, waar deze zich verder ontwikkelt voordat het jong bijna acht maanden later permanent de buidel verlaat als een joey. Rode reuzenkangoeroes zijn actief van zonsondergang tot zonsopgang in kleine groepen, maar voeden zich vaak in grotere groepen. De dieren eten uitsluitend planten. Gemiddeld kan een individuele rode reuzenkangoeroe onder goede omstandigheden 15 tot 20 jaar oud worden. Ze worden door sommige boeren als een plaag beschouwd omdat ze met het vee concurreren om het gras. Deze soort is inheems in het binnenland van het vasteland van Australië, waar hij voorkomt in droge graslanden, bossen en struikgewas. Hoewel het dier regelmatig wordt geschoten voor zijn vlees en huid, is de rode reuzenkangoeroe een veel voorkomende soort waarvan het voortbestaan op dit moment niet bedreigd is en die door de International Union for Conservation of Nature and Natural Resources wordt vermeld als veilig. In het Gamilaraay, een taal van aboriginals die wordt gesproken in New South Wales, wordt deze soort "Bawurra" genoemd.

## Beschrijving

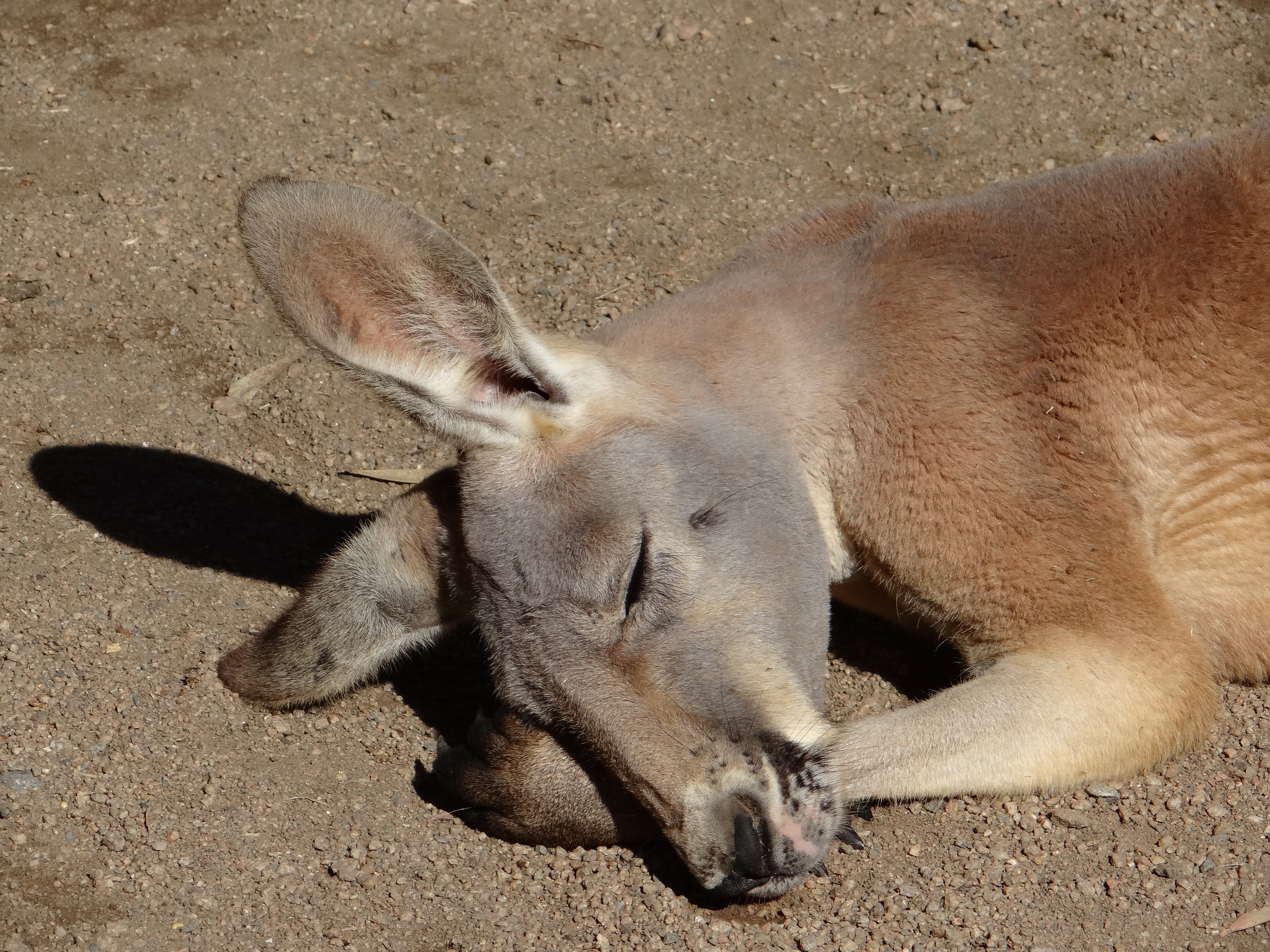
Kop met kenmerkende witte gezichtsstreep

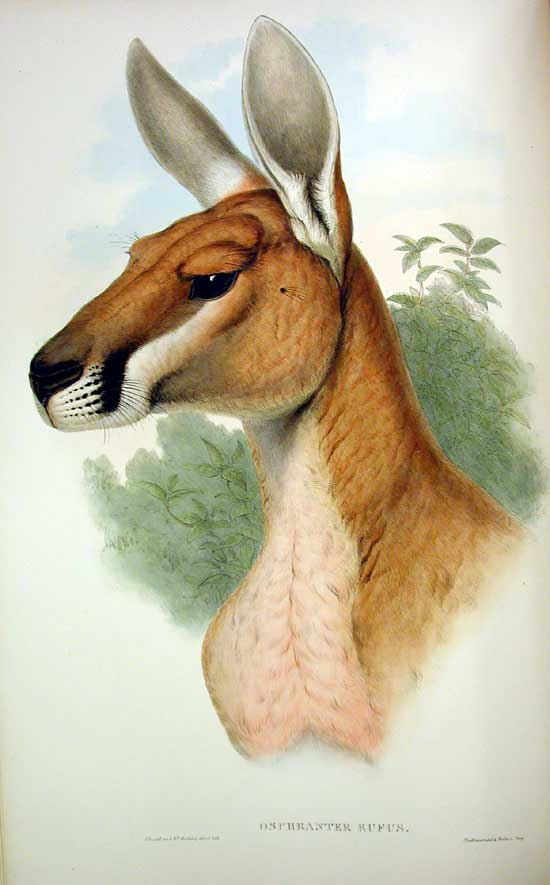
Kleurentekening van de kop uit Mammals of Australia, Vol. II Plaat 6 uit 1863 van John Gould

De rode reuzenkangoeroe heeft een korte vacht met de textuur van zachte wol, een kleine kop, grote, puntige oren, grote, zwarte ogen en een puntige staart die wordt gebruikt als steun en voor evenwicht. Nabij de punt van de staart zijn vier of meer vage donkere ringen zichtbaar. Bij beide geslachten is de snuit grotendeels licht van kleur met een opvallende zwarte vlek in het gebied van de snorharen en een brede streep die fel wit is bij de mondhoek en van daar af vervaagd tot aan het oog en verder tot het oor nog nauwelijks zichtbaar is. De neus is grotendeels haarloos en de huid is intens zwart van kleur. Zwart haar bedekt de poten en tenen. Het skelet van de rode reuzenkangoeroe heeft de relatieve afmetingen die kenmerkend zijn voor kangoeroes. De relatief kleine voorpoten hebben ongelijke tenen met sterke, matig lange, gebogen en scherpe klauwen. Bij alle kangoeroes zijn de achterpoten aangepast om te springen en zijn ze aanzienlijk langer dan de voorpoten. De smalle voet van de rode reuzenkangoeroe is de langste van alle kangoeroes en heeft vijf tenen. De grote, zware staart wordt gebruikt als evenwichtsorgaan tijdens het springen of vechten, en als een vorm van hulpledemaat als de dieren zich langzaam bewegen, waarbij eerst op beide achterpoten wordt gesteund en vervolgens op de voorpoten en staart. Bij alle kangoeroes bewegen de tanden over de jaren langzaam naar voren in de kaken en is er een brede ruimte tussen de snijtanden en de kiezen. Gemeenschappelijke kenmerken met de andere klimbuideldieren (Diprotodontia) zijn onder meer het bezit van slechts een paar, liggende snijtanden in de onderkaak en de gelijke lengte van de tweede en derde teen. Vrouwtjes zijn kleiner en lichter, gewoonlijk tussen 18 en 36 kg, 75 tot 110 cm lang met een staart van 65 tot 90 cm. De lengte van de achterpoten bij vrouwtjes is 26-33 cm, terwijl de oren met 12-15 cm bijna even groot zijn als die van de mannetjes, evenals de schedel van 15-17 cm. Bij de vrouwtjes heeft de buidel een horizontale opening aan de buikkant van het lichaam en bevat vier tepels. De melkklieren van de rode reuzenkangoeroe hebben de meest ingewikkelde bouw en functie van alle zoogdieren. De vier melkklieren en hun respectievelijke tepels reageren individueel op de ontwikkelingsfase van de bijbehorende jongen door hun anatomie en het volume en de samenstelling van de melk te veranderen. Mannetjes wegen van 45 tot 85 kg, en zijn 94-160 cm lang, exclusief de staart van 70-115 cm. De lengte van de achterpoten is 30-38 cm, de oren zijn 13-16 cm, terwijl de schedel 15-21 cm lang is. De mannetjes hebben aanzienlijk bredere schouders dan vrouwtjes en verhoudingsgewijs grotere voorpoten. Mannetjes hebben geen buidel of tepels. Er is ook variatie in lichaamsgrootte op verschillende plaatsen in het verspreidingsgebied, waarbij individuen gemiddeld groter zijn in het zuidoosten dan in de rest van Australië en houdt verband met de gemiddelde grotere neerslag en de grotere beschikbaarheid van het voedsel voor de rode reuzenkangoeroe. Zoals bij alle soorten in het geslacht Osphranter, is er verschil in de kleurpatronen van de vacht tussen mannetjes en vrouwtjes. In New South Wales en in aangrenzende gebieden van Queensland en Zuid-Australië zijn mannetjes voornamelijk rijk roodbruin, terwijl vrouwtjes meestal blauwgrijs zijn. Dit in tegenstelling tot West-Australië, waar mannetjes een lichtere roodachtige kleur hebben. De mannetjes in het noordelijke deel van de verspreiding van de soort zijn voornamelijk bleek zandrood en in Centraal-Australië, samen met sommige delen van West-Australië, heeft de meerderheid van de rode reuzenkangoeroes dezelfde roodbruine kleur, ongeacht het geslacht. Soms zijn individuen echter de kleur die normaal is voor het andere geslacht. Vrouwtjes zijn over het algemeen vuilwit op hun buikoppervlak, terwijl mannetjes vaak bleker zijn op hun buikoppervlak dan op hun rug, vooral op de keel, bovenborst en liesstreek. Bij mannetjes zijn de ledematen en staart ook bleker dan het lichaam, terwijl die bij vrouwtjes meestal vuilwit van kleur zijn.

### Anatomie
De algemene vorm en functie van de hormoonklieren zijn vergelijkbaar met die van andere buideldieren. Bij de rode reuzenkangoeroe is de bijnier, net als bij de mens, echter peervormig en wijkt dus of van de ovale vorm bij andere zoogdieren. Het snijvlak met de hersenschors is duidelijk geelachtig. Ernstige droogte veroorzaakt een krimp van de bijnier en de hypofyse. Vrouwtjes hebben gepaarde eierstokken, eileiders en baarmoeders, die via afzonderlijke baarmoederhalsen in de vagina uitkomen. Bij maagdelijke vrouwtjes scheidt een vlies de rechter en linker vaginale kanalen gedeeltelijk, maar dit kan verdwijnen tijdens het paren. Een geboortekanaal verbindt de vagina en de geslachtsopening om de doorgang van de foetus mogelijk te maken. In tegenstelling tot andere buideldiersoorten wordt het geboortekanaal niet afgebroken en bij elke geboorte opnieuw gevormd, maar blijft het open. In tegenstelling tot placentale zoogdieren, hebben mannelijke buideldieren de balzak voor de penis, in plaats van erachter. De penis is gevorkt, passend bij de twee vaginale kanalen van het vrouwtje. De enige bijkomende voortplantingsklieren bij de mannetjes zijn de prostaat en de Cowperse klieren. De teelballen zijn 2,5–5 °C koeler dan het lichaam doordat het bloed door een kluwen van slagaderen en aderen (een zogenoemde rete mirabile) stroomt en zo het bloed richting teelballen gekoeld wordt aan het bloed dat vanuit de teelballen weer terugstroomt naar het lichaam. Dit kluwen van vaten bestaan uit ongeveer 95 slagaders en zo’ n 75 aders. Het sperma stolt kort na de ejaculatie tot een plug om bevruchting door andere mannetjes te voorkomen. De huid van de rode reuzenkangoeroe bestaat bijna volledig uit een papillaire laag, terwijl de reticulaire laag bijna afwezig is. Haarzakjes zijn voorzien van talg- en zweetklieren en worden gescheiden van de huidspier door een dunne laag bindweefsel. De vacht heeft ongeveer 60 vezels per mm2 en isoleert het dier effectief tegen zowel warme als koude temperaturen. De haardichtheid is het hoogst midden op de rug, op de schouders en op de dijen, met zo'n 120 haren per mm2. In tegenstelling tot andere kangoeroes lijkt de vacht van de rode reuzenkangoeroe op de textuur van zachte wol. Er wordt over het algemeen twee keer per jaar geruid. De vacht reflecteert zonnestraling, wat beschermt tegen oververhitting in de zomer. Een roodbruine vacht zoals ongeveer 80% van de mannetjes die heeft reflecteert 30-60% meer zonnestraling dan een blauwgrijze vacht zoals twee derde van de vrouwtjes die heeft. De schedel van de rode reuzenkangoeroe is gemiddeld 14,6 cm lang, 7,4 cm breed en 7,1 cm hoog. De tandformule van de volwassen rode reuzenkangoeroe is 3.0.2.41.0.2.4 × 2 = 32, dat wil zeggen drie snijtanden, geen hoektanden, twee valse kiezen en vier ware kiezen in elke helft van de bovenkaak, en een snijtand, geen hoektanden, twee valse kiezen en vier ware kiezen in elke helft van de onderkaak. Dit is gelijk aan de tandformule van de andere kangoeroesoorten. Het enige paar onderste snijtanden staat recht naar voren gericht en niet naar boven, een gemeenschappelijk kenmerk van de klimbuideldieren. Eerst verschijnen twee melkkiezen, gevolgd door de voorste volwassen kies. Naarmate de kangoeroe ouder wordt, blijven kiezen doorkomen totdat het volledige aantal van vier (soms vijf) is bereikt. De twee melkkiezen vallen uiteindelijk ongeveer tegelijkertijd uit en worden vervangen door een valse kies, terwijl de hele rij kiezen daarachter naar voren schuift over de kaakrand. De wervelkolom bestaat uit 7 nekwervels, 13 borstwervels, 6 lendenwervels, 2 heiligbeenwervels en 21-25 staartwervels, 49-53 wervels in totaal. Het dier heeft lange, smalle achterpoten die zijn aangepast om te springen. Het dijbeen, scheenbeen, kuitbeen en de voetbeenderen zijn langwerpig. De pezen bij de enkel zijn in staat grote krachten te weerstaan en veel elastische spanningsenergie op te slaan, waardoor de achterpoten tijdens het springen als veren werken. De knieschijf is afwezig, terwijl het hielbeen goed ontwikkeld en langwerpig is. Door de vorm van de gewrichten van het enkelbeen met het scheenbeen en het hielbeen kan de voet alleen heen en weer bewegen, maar niet zijwaarts draaien. De grote teen is afwezig. De tweede en derde teen zijn met elkaar vergroeid en worden gebruikt bij de huidverzorging. De vierde teen is erg groot en heeft een zware klauw, terwijl de vijfde teen kleiner maar vergelijkbaar is met de vierde.

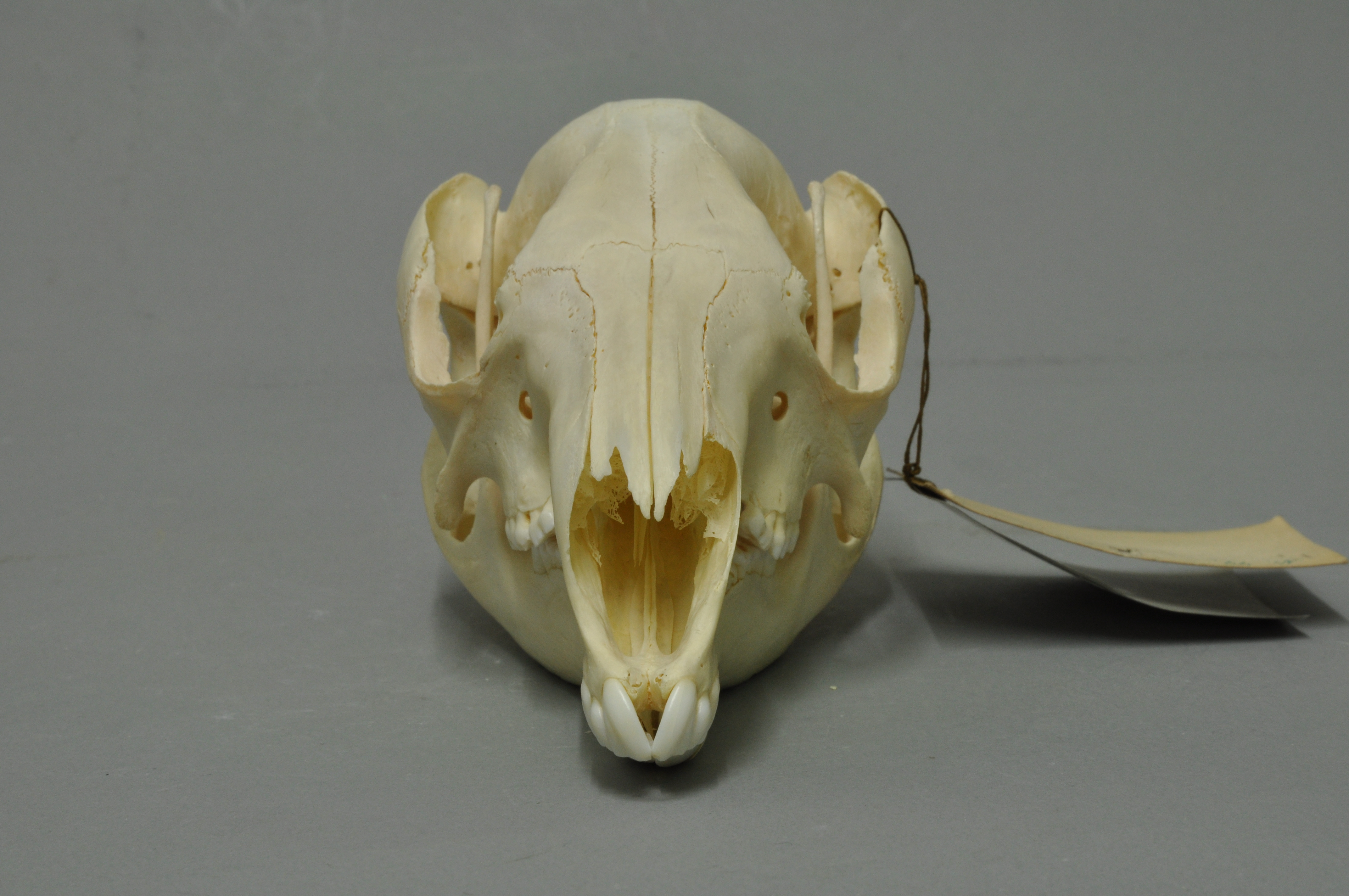
Vooraanzicht
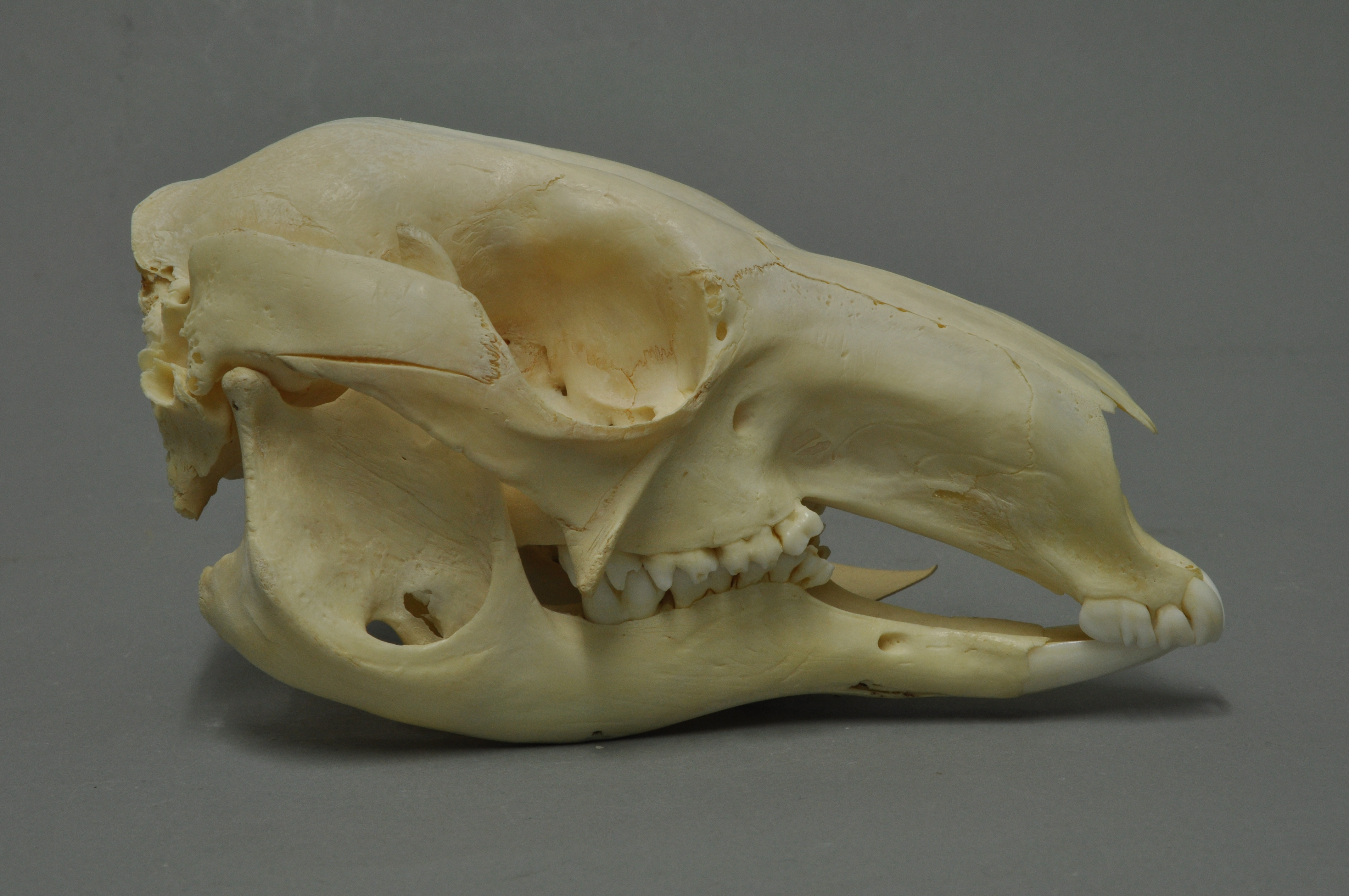
Zijaanzicht
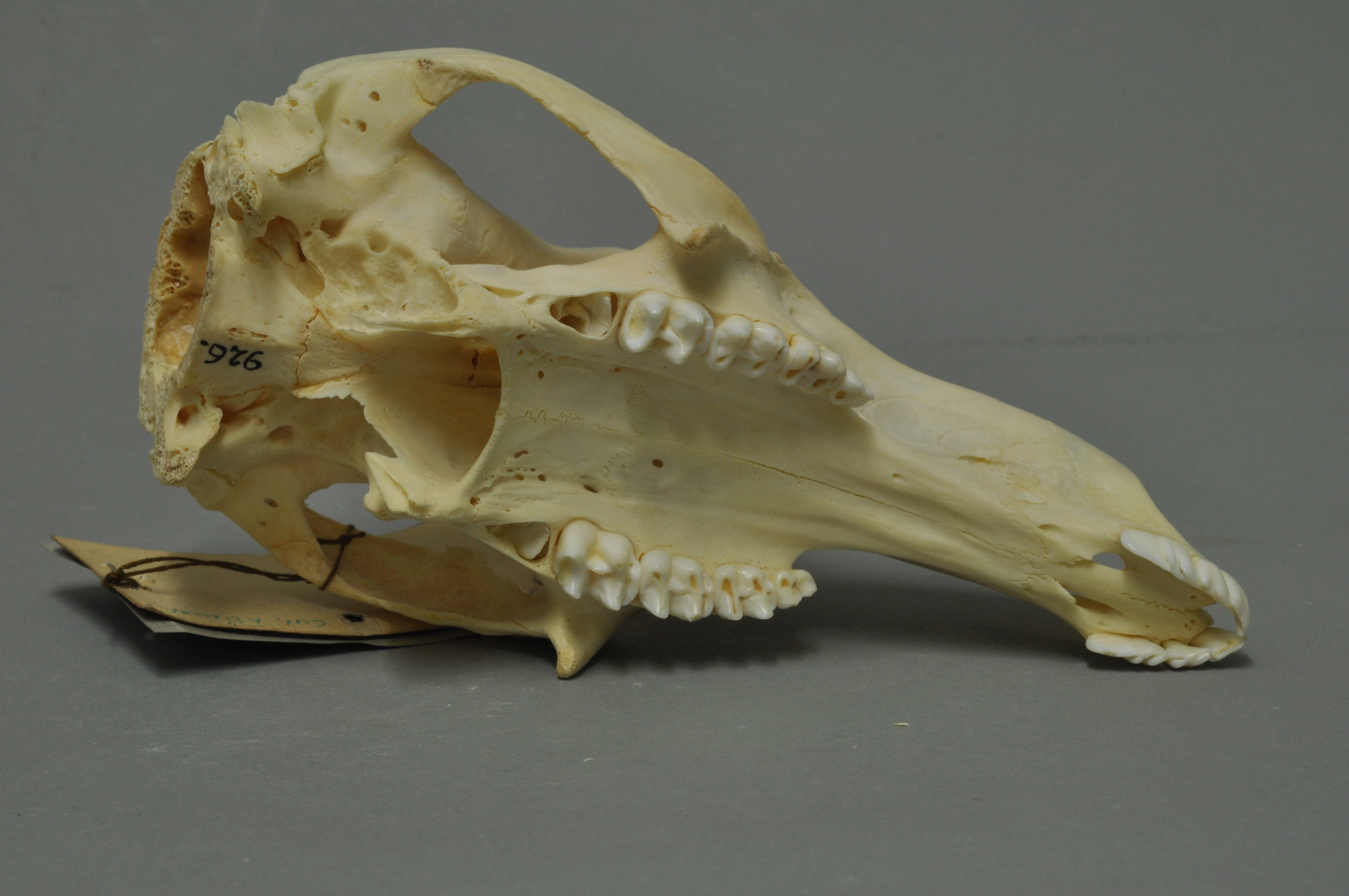
Onderaanzicht
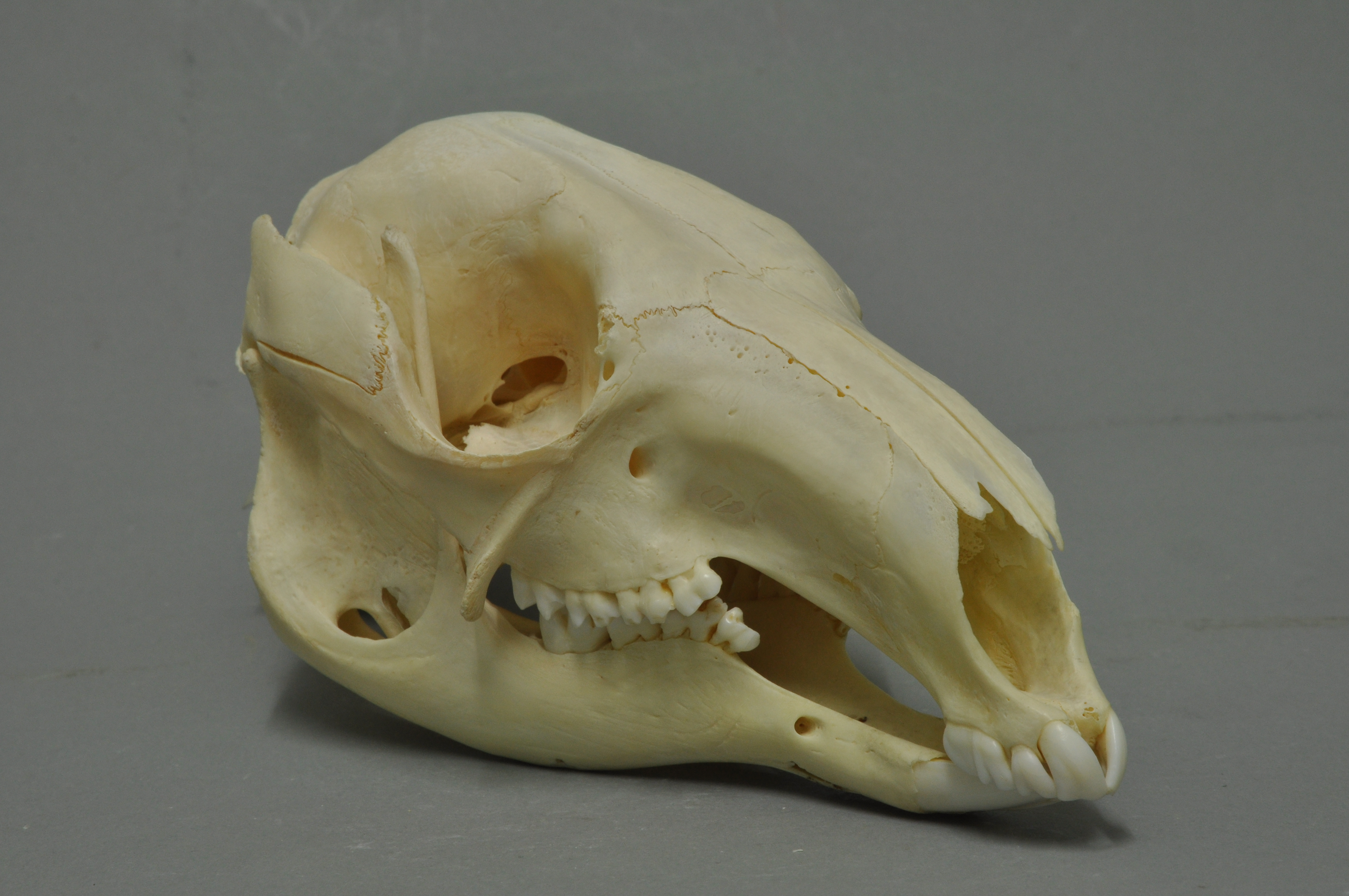
Schedel schuin van voren

### Ontwikkeling

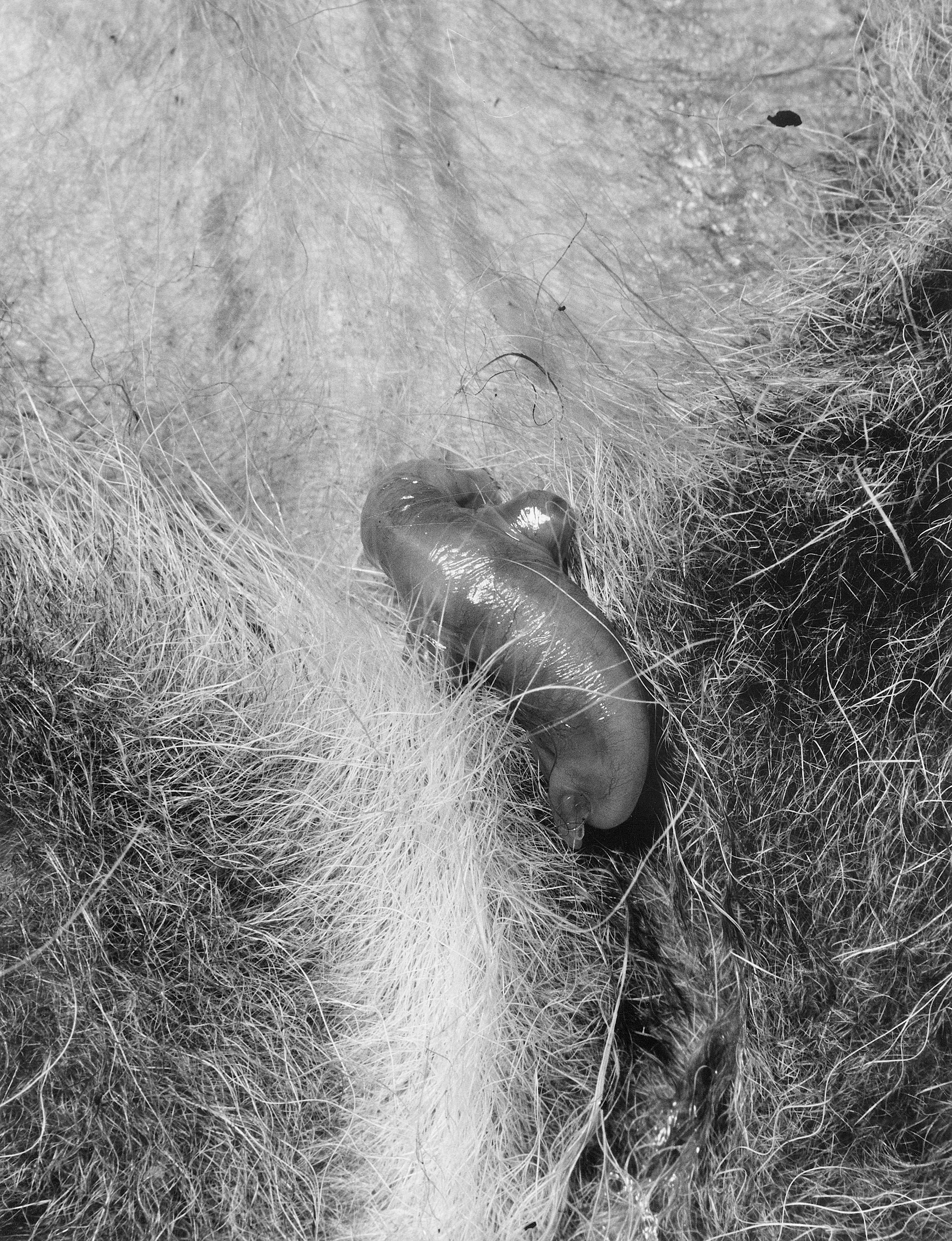
Pasgeboren jong dat naar de buidel klimt

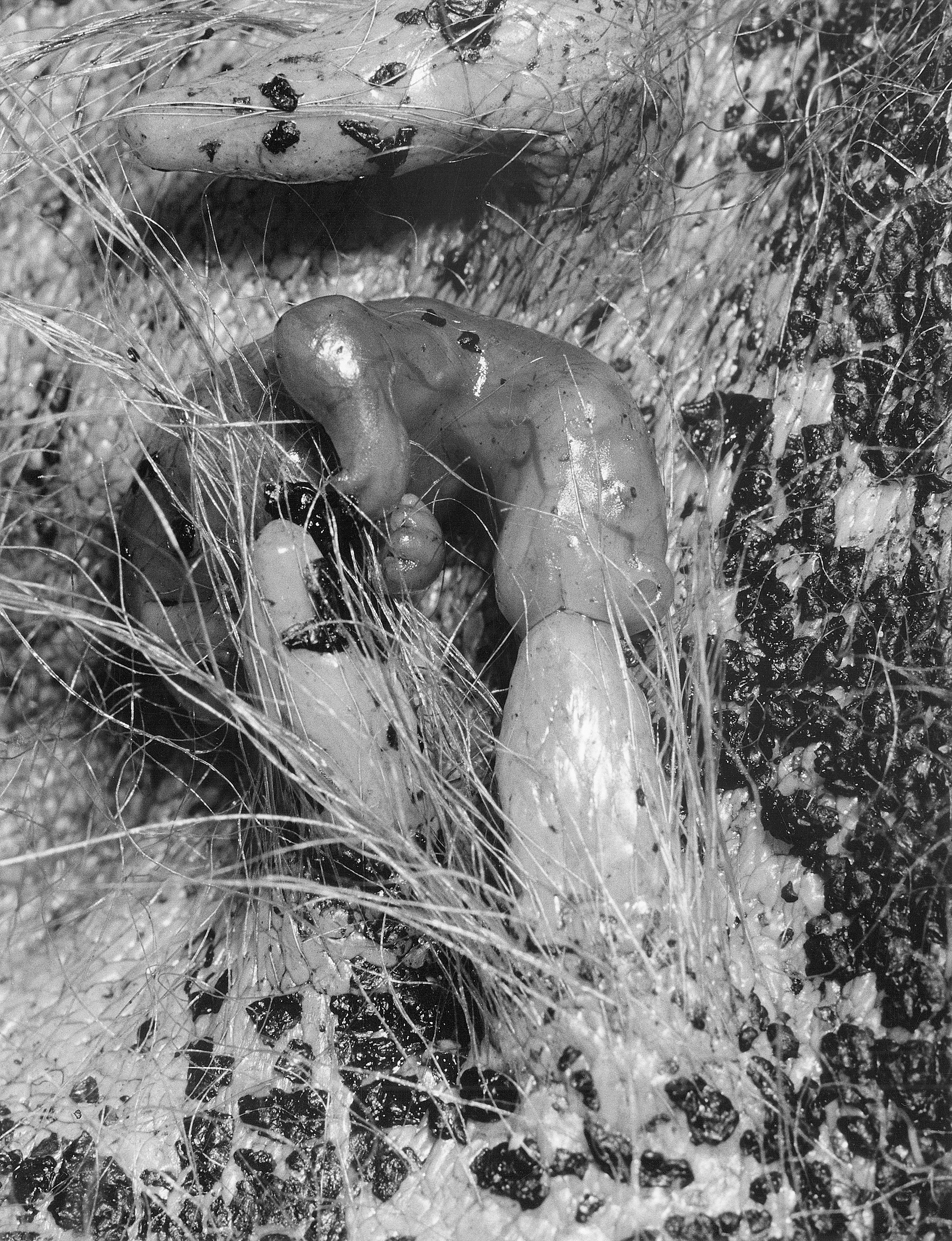
Jong aan het begin van het verblijf in de buidel

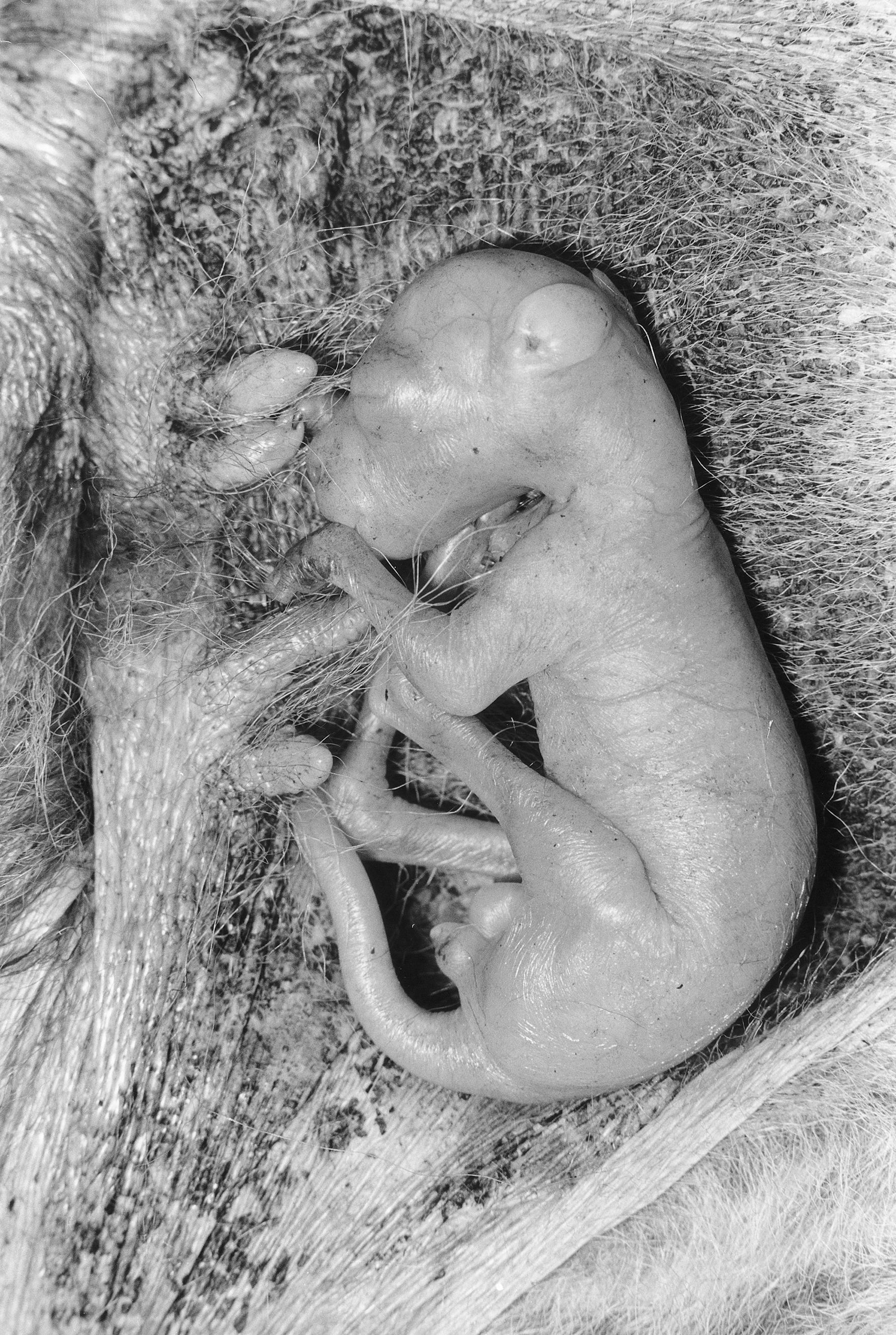
Jong van ongeveer 50 dagen oud

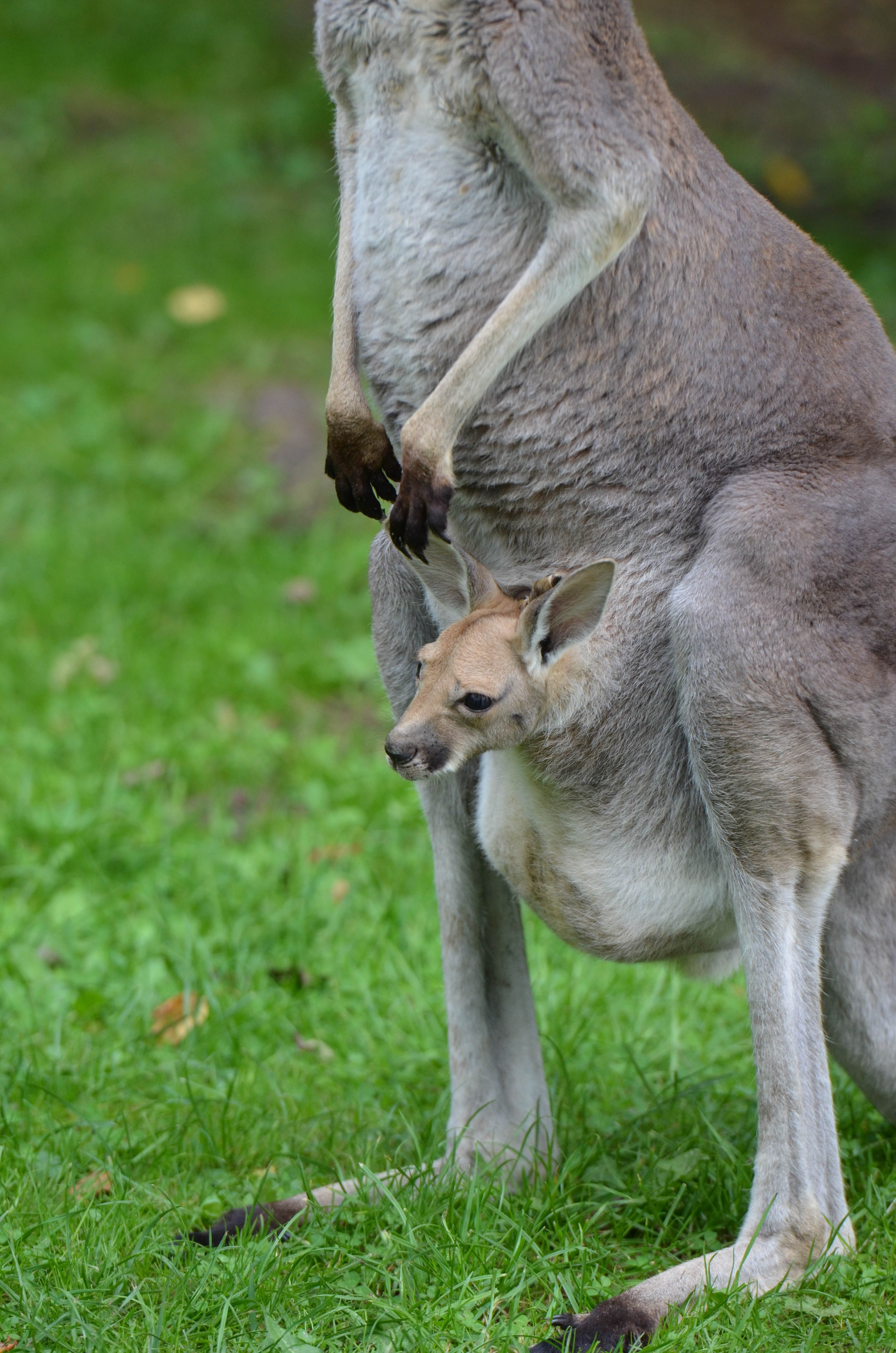
Joey

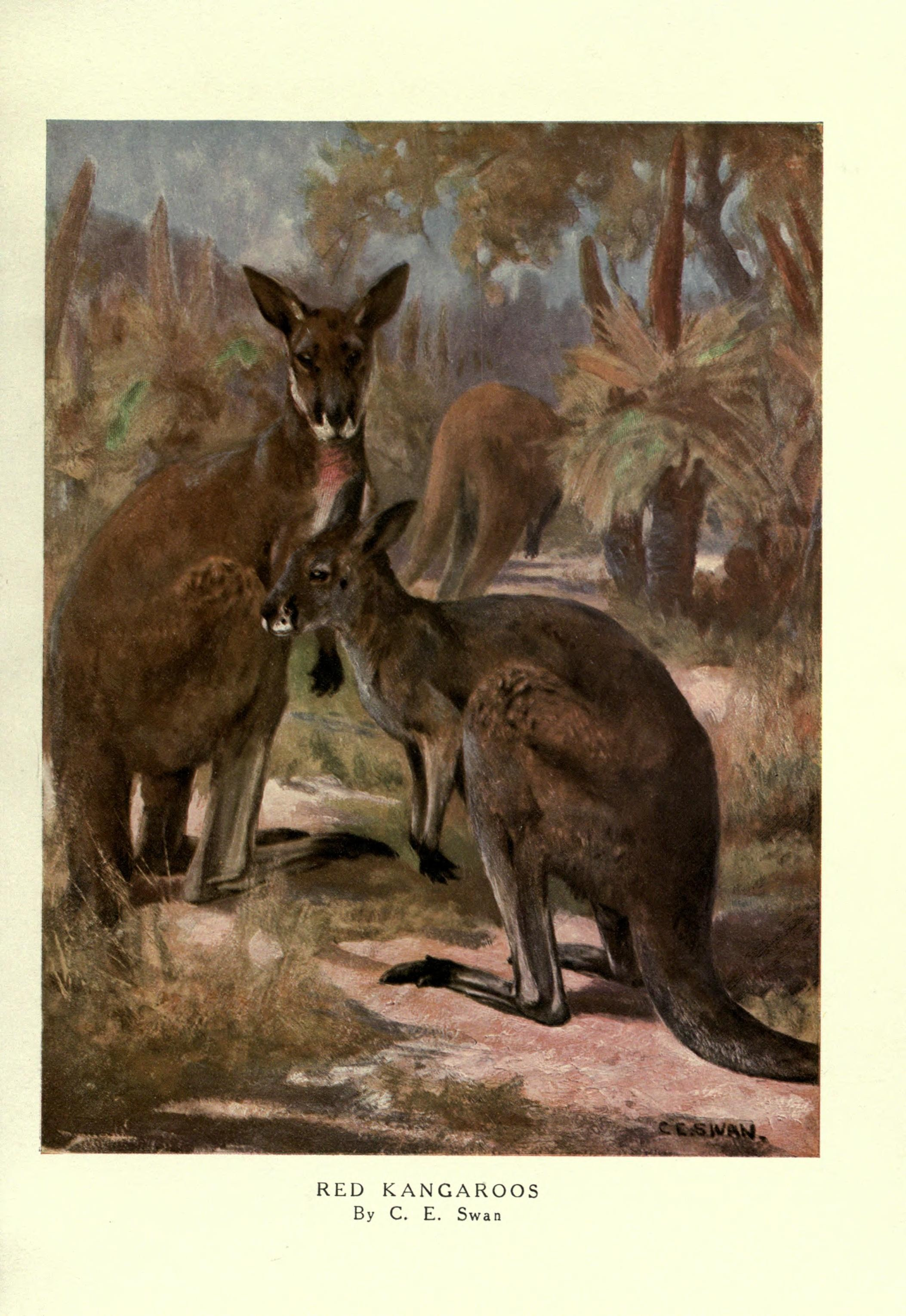
Kleurentekening door C.E. Swan uit Frank Finn: The wild beasts of the world (1909)

In tegenstelling tot bij placentadieren vindt bij buideldieren alleen de eerste fase van de ontwikkeling plaats in de baarmoeder, terwijl de verdere groei en ontwikkeling in de buidel plaatsvindt. Een vrouwtje dat geen buideljong draagt, begint 24 uur of langer voor de bevalling aan de buidel te likken om de bruinzwarte schubben die de binnenkant van de buidel bedekken te verwijderen. Vlak voor de bevalling wordt het likken van de buidel intenser. Bij de bevalling neemt de moeder een karakteristieke geboortehouding aan waarbij de geslachtsopening zich direct onder de buidel bevindt. De staart wordt tussen de achterpoten gehouden en het gewicht wordt op de basis van de staart gedragen, terwijl de romp naar voren helt. Het vrouwtje kan haar rug ook steunen tegen een boom, muur of ander hard voorwerp. Deze positie wordt aanvankelijk 2 tot 12 uur voor de geboorte ingenomen en kan meerdere keren worden aangenomen voordat de geboorte plaatsvindt. Het vrouwtje eet over het algemeen de dooierzak op die wordt uitgedreven na de babykangoeroe en likt ook alle vloeistof op die uit de geslachtsopening komt of die door de nieuwgeborene op de vacht is achtergelaten. Ze kan tot een uur na de geboorte in de geboortehouding blijven, rond de geslachtsopening en de aan de binnenkant van de buidel likken om de vacht schoon te maken.
Het vrouwtje baart een onderontwikkeld jong dat zich verder zal ontwikkelen in de buidel. De pasgeborene weegt ongeveer 750 mg bij de geboorte, maar zal aan het einde van de eerste dag ongeveer 900 mg wegen. Op dit moment hebben sommige neurale systemen in de hersenen en het ruggenmerg een beperkte functionele capaciteit, maar vele blijven embryonaal. De achterhersenen zijn meer ontwikkeld dan de middenhersenen of voorhersenen. Sommige functionele organen zijn aanwezig, maar de meeste zijn embryonaal. Bovendien mist de pasgeborene een functioneel immuunsysteem en moeten de immuunweefsels rijpen in de buidel, die een aantal potentieel pathogene bacteriën kan bevatten. Bij de bevalling passeert het jong de geslachtsopening terwijl het nog steeds ingesloten is in de met vocht gevulde vruchtzak. Nadat hij zich heeft losgemaakt, kruipt de blinde, haarloze pasgeborene vervolgens naar de buidel door de vacht van de moeder met de voorpoten vast te pakken. Het relatief grote hoofd van de pasgeborene heeft een tong, goed ontwikkelde kaakspieren en een elliptische mond aan het uiteinde. Ze hebben ook goed ontwikkelde en actieve voorpoten met cijfers en klauwen, om naar de buidel te kruipen en te beginnen met zuigen. Daarentegen zijn de achterpoten over het algemeen erg slecht ontwikkeld bij de geboorte en helpen ze niet om naar de buidel te klimmen. Pasgeborenen hebben geen functionele ogen of oren, maar wel grote neusgaten en worden verondersteld een goed ontwikkeld reukvermogen te hebben, wat een belangrijke rol kan spelen bij het lokaliseren van de buidel en de tepel. Aanhechting aan de tepel vindt plaats binnen 5 tot 10 minuten na de geboorte en het zuigen begint onmiddellijk. Het zuigen gaat dan ononderbroken door gedurende ongeveer 40 dagen, wanneer de mond openingen aan de zijkanten begint te ontwikkelen en waarna het jong met tussenpozen en steeds langere perioden vrij is van de tepel. De maag van de buidel scheidt maagzuur en pepsine af om eiwitten af te breken, maar het is nog niet gedifferentieerd in verschillende regio's. De definitieve vorm van de maag wordt bereikt tussen 16 en 35 dagen, en tegen de 200ste dag begint de maag zich aan te passen aan plantaardig voedsel en heeft over het algemeen zijn definitieve structuur bereikt na 236 dagen, waarna er alleen maagzuur en pepsine worden afgescheiden in de achtermaag. Lichaamshaar begint na 90 dagen te verschijnen en na 160 dagen is de joey meestal volledig behaard. Een jonge rode reuzenkangoeroe blijft vanaf de geboorte tot ongeveer 150 dagen oud volledig in de buidel en begint na ongeveer 60 dagen voor het eerst in de buidel te bewegen. Gedurende deze tijd heeft de moeder voornamelijk interactie met haar buideljong door haar te verzorgen waarbij ze haar kop in de buidel steekt. Na 150 dagen kan het buideljong af en toe zijn kop uit de buidel steken en zichzelf beginnen te verzorgen. Op dit moment kan het buideljong ook beginnen te snuffelen aan zijn moeder en omringende voorwerpen en kan zelfs proberen gras vanuit de buidel te eten.
Op een leeftijd van ongeveer 190 dagen begint de joey de buidel voor korte periodes te verlaten. De eerste uitstapjes zijn kort en vaak per ongeluk, waarbij het jong uit de buidel valt en heel dicht bij zijn moeder blijft. De joey zal bij elk uitstapje geleidelijk verder van de moeder afdwalen. De joey blijft permanent uit de buidel op een leeftijd van ongeveer 235 dagen oud en weegt dan 4 à 5 kg. Na deze tijd volgt het jong de moeder op de voet en graast met haar, en keert alleen terug naar de buidel als hij schrikt of om te zogen. Een buideljong kan uit de buidel vallen terwijl een moeder probeert te ontsnappen aan een roofdier. Als dit gebeurt, zal de moeder er niet voor terugkomen, waarschijnlijk vanwege het feit dat ze een slapende blastocyst heeft die wacht op volledige ontwikkeling in haar baarmoeder. Tijdens de laatste maand dat het vorige jong nog volledig in de buidel verblijft, voltooit een slapende blastula de ontwikkeling in de baarmoeder, zodat een of twee dagen na het verlaten van de buidel een nieuw jong wordt geboren. Als gevolg hiervan is het mogelijk dat een vrouwtje bij gunstige omstandigheden nog een jong zoogt dat zich niet meer voortdurend in de buidel bevindt, een tweede jong permanent in haar buidel herbergt en ook nog een blastula in haar baarmoeder draagt, waarvan de ontwikkeling tijdelijk is gestopt.
Zoals bij alle zoogdieren bestaat de melk uit water, suikers, vetten en eiwitten, en is het ook rijk aan immunoglobulines die passieve immuniteit verlenen aan pasgeborenen. Melk voor de jongste baby's bevat veel koolhydraten en heeft een laag vetgehalte, omdat het jong in dit stadium nog geen grote hoeveelheden vetten kan maken. Het vet- en eiwitgehalte van de melk neemt geleidelijk toe en de melk kan vlak voor het spenen tot 20% vet bevatten, waardoor ontwikkelende jongen (joeys) aan de toenemende behoefte aan energie en eiwit kunnen voldoen die gepaard gaat met een snellere groei en spiergroei. Ook het vetzuurgehalte van de melk verandert van overwegend palmitinezuur naar overwegend oliezuur. Palmitinezuur is belangrijk in het begin van de lactatie, wanneer het nodig is voor de productie van oppervlakte-actieve stoffen in de zich ontwikkelende long. Later wordt oliezuur belangrijk omdat het nodig is voor de productie van cis-15-tetracoseenzuur, de belangrijkste vetzuurcomponent van myeline.

### Chromosomen
De rode reuzenkangoeroe heeft 20 paar homologe chromosomen (2n=40). Dieren met twee X-chromosomen ontwikkelen zich tot vrouwtjes en die met een X- en een Y-chromosoom tot mannetjes. Zeldzame exemplaren met twee X-chromosomen en een Y-chromosoom zijn meestal onvruchtbaar, hebben zowel een penis als een buidel, zijn interseksueel qua lichaamsbouw en vertonen een mengeling van mannelijk en vrouwelijk gedrag. Bij een andere chromosomale afwijking waar twee X-chromosomen aanwezig zijn ontwikkelt zich geen buidel, tepels, balzak of penis. Het X-chromosoom van buideldieren is veel kleiner dan bij placentadieren. Aangenomen wordt dat de genen die bij buideldieren het geslacht bepalen en de ontwikkeling van de teelballen op gang brengt op het Y-chromosoom liggen, maar dat die minder invloed hebben dan bij placentadieren. Sommige mannelijke kenmerken zoals de ontwikkeling van de balzak, worden bepaald voordat de teelballen zich ontwikkelen daarom wordt aangenomen dat ze niet het gevolg zijn van een hoge testosteronspiegel. Sommige andere geslachtskenmerken, zoals de ontwikkeling van de melkklieren, staan bij buideldieren ook onder directe genetische controle, in tegenstelling tot secundaire hormonale controle zoals bij placentadieren. Het X-chromosoom dat afkomstig is van de vader is meestal inactief bij alle buideldieren, maar de mate waarin de X-chromosomen van afkomstig van de moeder domineren verschilt per weefsel.

### Verschillen met andere kangoeroes
De rode reuzenkangoeroe is de grootste kangoeroe en kan daarmee gemakkelijk worden onderscheiden van de meeste andere kangoeroe- en wallabysoorten. Een volwassen zwarte wallaroe is half zo groot als een volwassen rode reuzenkangoeroe. Het is echter moeilijker om de soort te onderscheiden van de antilopekangoeroe, de wallaroe, de oostelijke grijze reuzenkangoeroe en de westelijke grijze reuzenkangoeroe op basis van de grootte alleen. In plaats daarvan kunnen deze soorten gemakkelijker worden onderscheiden van de rode reuzenkangoeroe op basis van de kleurverdeling van de vacht, het patroon van huid en vacht rondom de neusgaten, de vorm en groeven van de derde bovenste snijtand, de lichaamshouding en de manier waarop ze bewegen. Ook heeft de rode reuzenkangoeroe een duidelijk wit en zwart patroon aan de zijkanten van de snuit, dat afwezig is bij alle andere soorten kangoeroe. In vergelijking met de rode reuzenkangoeroe is de wallaroe steviger gebouwd met ruigere vacht, een kortere snuit, minder puntige oren, verhoudingsgewijs kortere achterpoten en een groter kaal zwart gebied rondom de neusgaten. De antilopekangoeroe mist een uitgesproken tekening in het gezicht en komt alleen voor in de tropische moessonbossen. Bij de rode reuzenkangoeroe loopt de beharing van de snuit uit in een V-vormig patroon, terwijl bij de beide soorten grijze reuzenkangoeroe de snuit volledig behaard is met uitzondering van een naakte ring zwarte huid rond elk individueel de neusgat. Bij de wallaroe, de zwarte wallaroe en de antilopekangoeroe is de snuit naakt en schubbig tussen de neusgaten, vergelijkbaar met een hondachtig neuskussentje. Beide geslachten van de rode reuzenkangoeroe hebben ook een reeks van vier of meer verschillend getinte banden van vacht naar het uiteinde van de staart, in tegenstelling tot andere kangoeroes. De derde bovenste snijtand van de rode reuzenkangoeroe is duidelijk groter dan bij andere soorten kangoeroe en is bijna even breed als lang (gezien vanaf de zijkant), met een naar binnen hellende achterrand en een enkele groef die moeilijk te zien is. De beide soorten grijze reuzenkangoeroe hebben langwerpige derde snijtanden met twee duidelijk zichtbare groeven, terwijl de wallaroe, de zwarte wallaroe en de antilopekangoeroe langwerpige derde snijtanden hebben die bijna twee keer zo breed zijn als lang met een enkele groef op de voorste helft. In het veld is de rode reuzenkangoeroe op afstand te onderscheiden van de beide soorten grijze reuzenkangoeroe op basis van houding en beweging. De grijze reuzenkangoeroes springen met opgeheven kop. De staart is ook naar boven gebogen en zwaait op en neer als de dieren snel springen. De rode reuzenkangoeroe daarentegen springt met de kop lager. De staart is ook niet zo gebogen als en beweegt minder dan bij de grijze reuzenkangoeroes.

## Taxonomie
De Engelse zoöloog George Shaw beschreef in 1790 de oostelijke grijze reuzenkangoeroe en gaf daaraan de naam Macropus giganteus. In 1795 gaven Étienne Geoffroy Saint-Hilaire en Georges Cuvier een buideldier de naam Kangurus, maar het is onduidelijk welke soort het betreft. Anselme Gaëtan Desmarest was de eerste die een exemplaar van de rode reuzenkangoeroe beschreef in 1822 en hij gaf die de wetenschappelijke naam Kangurus rufus. Dit dier was afkomstig uit de Blue Mountains. In 1823 beschreef Joseph Paul Gaimard afkomstig uit Port Macquarie in de huidige Australische staat New South Wales en noemde die Kangurus lanigeri. Jean René Constant Quoy gaf samen met Gaimard in 1825 de naam Kangurus griseo-lanosus. Samuel Frederick Gray beschreef in 1826 een exemplaar van de Bathhurst Plains en noemde die Macropus lanigerus. Gray paste in 1827 en in 1843 de naam van Gaimard aan en noemde diens vorm Kangurus lanosus. George Shaw gebruikte in 1837 voor het eerst de combinatie Macropus rufus, een naam die tot de dag van vandaag nog vaak gebruikt wordt. De Duitse paleontoloog en zooloog Johann Andreas Wagner deelde in 1843 het exemplaar van Gaimard in bij het geslacht Halmaturus creëerde zo de combinatie H. lanigerus. George Robert Waterhouse ging uit van de naam van Desmarest en meende dat Halmaturus een ondergeschat van Macropus behoort te zijn en hij maakte daarmee de combinatie Macropus (Halmaturus) rufus in 1846. De Engelse ornitholoog John Gould maakte voor de rode reuzenkangoeroe de combinatie Macropus (Osphranter) pictus in 1861, maar zonder beschrijving. In 1862 haalde de anatoom Edwards Crisp de soort aan als Macropus ruber. De Britse anatoom, zoöloog en paleontoloog Richard Owen noemde de soort Macropus (Boriogale) magnus. In 1905 werd de ondersoort Macropus rufus dissimulatus onderscheiden door Lionel Walter Rothschild. In 1906 creëerde P. Cahn weer een andere ondersoort, Macropus rufus occidentalis, en in 1910 volgde E. Schwarz met Macropus rufus pallidus. Tom Iredale en Ellis Le Geyt Troughton gaven de soort een eigen geslacht en maakten de combinatie Megaleia rufa. L. Dawson en Tim Flannery deelden de mening van Gould dat de rode reuzenkangoeroe in het ondergeslacht Osphranter zou moeten worden geplaatst en corrigeerden de soortnaam in 1985 tot Macropus (Osphranter) rufus. Er zijn echter aanwijzingen dat de drie ondergeslachten Macropus, Notamacropus en Osphranter 8-9 miljoen jaar geleden uit elkaar gingen, kort nadat hun gemeenschappelijke voorouder zich afscheidde van zijn naaste verwanten, die geplaatst worden in de geslachten Lagorchestes en Setonix. Daarom hebben Jackson en Groves in 2015 voorgesteld de drie ondergeslachten te verheffen tot afzonderlijke geslachten. De rode reuzenkangoeroe wordt gerekend tot de orde Diprotodontia (klimbuideldieren), familie Macropodidae (kangoeroes), onderfamilie Macropodinae, geslacht Osphranter. Het geslacht Osphranter bevat vier soorten die op dit moment nog op aarde voorkomen, naast de rode reuzenkangoeroe (Osphranter rufus) zijn dat de antilopekangoeroe (Osphranter antilopinus), de zwarte wallaroe (Osphranter bernardus) en de wallaroe of bergkangoeroe (Osphranter robustus). De rode reuzenkangoeroe is monotypisch, dat wil zeggen dat er geen ondersoorten worden onderscheiden.

### Verwantschap
Vergelijking van homoloog DNA heeft meer inzicht gegeven in de verwantschap van de rode reuzenkangoeroe. In het geslacht Osphranter zijn de wallaroe en de antilopekangoeroe het meest aan elkaar verwant. De zwarte wallaroe is meer verwant aan deze twee dan de rode reuzenkangoeroe, die zich als eerste heeft afgesplitst van de gemeenschappelijke voorouder van de overige Osphranter-soorten. Het geslacht Osphranter is het meest verwant aan een groep die bestaat uit de moeraswallaby (Wallabia bicolor) en de soorten van het geslacht Notamacropus (zandwallaby, aalstreepwallaby, tammarwallaby, de rond 1930 uitgestorven oostelijke Irmawallaby, Irmawallaby, parmawallaby, witwangwallaby en Bennettwallaby), voorheen beschouwd als een ondergeslacht van het geslacht Macropus. De gemeenschappelijke voorouder van de oostelijke en westelijke grijze reuzenkangoeroe is als eerste afgesplitst van de rest van de geslachtengroep Macropini.
|  | oostelijke grijze reuzenkangoeroe |
|  |                                   |
|  | westelijke grijze reuzenkangoeroe |
|  |                                   |

|  | zwarte wallaroe                                                |
|  |                                                                |
|  | \| \| wallaroe \| \| \| \| \| \| antilopekangoeroe \| \| \| \| |
|  |                                                                |
|  | wallaroe                                                       |
|  |                                                                |
|  | antilopekangoeroe                                              |
|  |                                                                |

|  | wallaroe          |
|  |                   |
|  | antilopekangoeroe |
|  |                   |

|  | zwarte wallaroe                                                |
|  |                                                                |
|  | \| \| wallaroe \| \| \| \| \| \| antilopekangoeroe \| \| \| \| |
|  |                                                                |
|  | wallaroe                                                       |
|  |                                                                |
|  | antilopekangoeroe                                              |
|  |                                                                |

|  | wallaroe          |
|  |                   |
|  | antilopekangoeroe |
|  |                   |

|  | †oostelijke Irmawallaby |
|  |                         |
|  | Irmawallaby             |
|  |                         |

|  | tammarwallaby |
|  |               |
|  | zandwallaby   |
|  |               |

|  | witwangwallaby                                                    |
|  |                                                                   |
|  | \| \| parmawallaby \| \| \| \| \| \| aalstreepwallaby \| \| \| \| |
|  |                                                                   |
|  | parmawallaby                                                      |
|  |                                                                   |
|  | aalstreepwallaby                                                  |
|  |                                                                   |

|  | parmawallaby     |
|  |                  |
|  | aalstreepwallaby |
|  |                  |

|  | tammarwallaby |
|  |               |
|  | zandwallaby   |
|  |               |

|  | witwangwallaby                                                    |
|  |                                                                   |
|  | \| \| parmawallaby \| \| \| \| \| \| aalstreepwallaby \| \| \| \| |
|  |                                                                   |
|  | parmawallaby                                                      |
|  |                                                                   |
|  | aalstreepwallaby                                                  |
|  |                                                                   |

|  | parmawallaby     |
|  |                  |
|  | aalstreepwallaby |
|  |                  |

|  | tammarwallaby |
|  |               |
|  | zandwallaby   |
|  |               |

|  | witwangwallaby                                                    |
|  |                                                                   |
|  | \| \| parmawallaby \| \| \| \| \| \| aalstreepwallaby \| \| \| \| |
|  |                                                                   |
|  | parmawallaby                                                      |
|  |                                                                   |
|  | aalstreepwallaby                                                  |
|  |                                                                   |

|  | parmawallaby     |
|  |                  |
|  | aalstreepwallaby |
|  |                  |

|  | tammarwallaby |
|  |               |
|  | zandwallaby   |
|  |               |

|  | witwangwallaby                                                    |
|  |                                                                   |
|  | \| \| parmawallaby \| \| \| \| \| \| aalstreepwallaby \| \| \| \| |
|  |                                                                   |
|  | parmawallaby                                                      |
|  |                                                                   |
|  | aalstreepwallaby                                                  |
|  |                                                                   |

|  | parmawallaby     |
|  |                  |
|  | aalstreepwallaby |
|  |                  |

|  | †oostelijke Irmawallaby |
|  |                         |
|  | Irmawallaby             |
|  |                         |

|  | tammarwallaby |
|  |               |
|  | zandwallaby   |
|  |               |

|  | witwangwallaby                                                    |
|  |                                                                   |
|  | \| \| parmawallaby \| \| \| \| \| \| aalstreepwallaby \| \| \| \| |
|  |                                                                   |
|  | parmawallaby                                                      |
|  |                                                                   |
|  | aalstreepwallaby                                                  |
|  |                                                                   |

|  | parmawallaby     |
|  |                  |
|  | aalstreepwallaby |
|  |                  |

|  | tammarwallaby |
|  |               |
|  | zandwallaby   |
|  |               |

|  | witwangwallaby                                                    |
|  |                                                                   |
|  | \| \| parmawallaby \| \| \| \| \| \| aalstreepwallaby \| \| \| \| |
|  |                                                                   |
|  | parmawallaby                                                      |
|  |                                                                   |
|  | aalstreepwallaby                                                  |
|  |                                                                   |

|  | parmawallaby     |
|  |                  |
|  | aalstreepwallaby |
|  |                  |

|  | tammarwallaby |
|  |               |
|  | zandwallaby   |
|  |               |

|  | witwangwallaby                                                    |
|  |                                                                   |
|  | \| \| parmawallaby \| \| \| \| \| \| aalstreepwallaby \| \| \| \| |
|  |                                                                   |
|  | parmawallaby                                                      |
|  |                                                                   |
|  | aalstreepwallaby                                                  |
|  |                                                                   |

|  | parmawallaby     |
|  |                  |
|  | aalstreepwallaby |
|  |                  |

|  | tammarwallaby |
|  |               |
|  | zandwallaby   |
|  |               |

|  | witwangwallaby                                                    |
|  |                                                                   |
|  | \| \| parmawallaby \| \| \| \| \| \| aalstreepwallaby \| \| \| \| |
|  |                                                                   |
|  | parmawallaby                                                      |
|  |                                                                   |
|  | aalstreepwallaby                                                  |
|  |                                                                   |

|  | parmawallaby     |
|  |                  |
|  | aalstreepwallaby |
|  |                  |

|  | †oostelijke Irmawallaby |
|  |                         |
|  | Irmawallaby             |
|  |                         |

|  | tammarwallaby |
|  |               |
|  | zandwallaby   |
|  |               |

|  | witwangwallaby                                                    |
|  |                                                                   |
|  | \| \| parmawallaby \| \| \| \| \| \| aalstreepwallaby \| \| \| \| |
|  |                                                                   |
|  | parmawallaby                                                      |
|  |                                                                   |
|  | aalstreepwallaby                                                  |
|  |                                                                   |

|  | parmawallaby     |
|  |                  |
|  | aalstreepwallaby |
|  |                  |

|  | tammarwallaby |
|  |               |
|  | zandwallaby   |
|  |               |

|  | witwangwallaby                                                    |
|  |                                                                   |
|  | \| \| parmawallaby \| \| \| \| \| \| aalstreepwallaby \| \| \| \| |
|  |                                                                   |
|  | parmawallaby                                                      |
|  |                                                                   |
|  | aalstreepwallaby                                                  |
|  |                                                                   |

|  | parmawallaby     |
|  |                  |
|  | aalstreepwallaby |
|  |                  |

|  | tammarwallaby |
|  |               |
|  | zandwallaby   |
|  |               |

|  | witwangwallaby                                                    |
|  |                                                                   |
|  | \| \| parmawallaby \| \| \| \| \| \| aalstreepwallaby \| \| \| \| |
|  |                                                                   |
|  | parmawallaby                                                      |
|  |                                                                   |
|  | aalstreepwallaby                                                  |
|  |                                                                   |

|  | parmawallaby     |
|  |                  |
|  | aalstreepwallaby |
|  |                  |

|  | tammarwallaby |
|  |               |
|  | zandwallaby   |
|  |               |

|  | witwangwallaby                                                    |
|  |                                                                   |
|  | \| \| parmawallaby \| \| \| \| \| \| aalstreepwallaby \| \| \| \| |
|  |                                                                   |
|  | parmawallaby                                                      |
|  |                                                                   |
|  | aalstreepwallaby                                                  |
|  |                                                                   |

|  | parmawallaby     |
|  |                  |
|  | aalstreepwallaby |
|  |                  |

|  | †oostelijke Irmawallaby |
|  |                         |
|  | Irmawallaby             |
|  |                         |

|  | tammarwallaby |
|  |               |
|  | zandwallaby   |
|  |               |

|  | witwangwallaby                                                    |
|  |                                                                   |
|  | \| \| parmawallaby \| \| \| \| \| \| aalstreepwallaby \| \| \| \| |
|  |                                                                   |
|  | parmawallaby                                                      |
|  |                                                                   |
|  | aalstreepwallaby                                                  |
|  |                                                                   |

|  | parmawallaby     |
|  |                  |
|  | aalstreepwallaby |
|  |                  |

|  | tammarwallaby |
|  |               |
|  | zandwallaby   |
|  |               |

|  | witwangwallaby                                                    |
|  |                                                                   |
|  | \| \| parmawallaby \| \| \| \| \| \| aalstreepwallaby \| \| \| \| |
|  |                                                                   |
|  | parmawallaby                                                      |
|  |                                                                   |
|  | aalstreepwallaby                                                  |
|  |                                                                   |

|  | parmawallaby     |
|  |                  |
|  | aalstreepwallaby |
|  |                  |

|  | tammarwallaby |
|  |               |
|  | zandwallaby   |
|  |               |

|  | witwangwallaby                                                    |
|  |                                                                   |
|  | \| \| parmawallaby \| \| \| \| \| \| aalstreepwallaby \| \| \| \| |
|  |                                                                   |
|  | parmawallaby                                                      |
|  |                                                                   |
|  | aalstreepwallaby                                                  |
|  |                                                                   |

|  | parmawallaby     |
|  |                  |
|  | aalstreepwallaby |
|  |                  |

|  | tammarwallaby |
|  |               |
|  | zandwallaby   |
|  |               |

|  | witwangwallaby                                                    |
|  |                                                                   |
|  | \| \| parmawallaby \| \| \| \| \| \| aalstreepwallaby \| \| \| \| |
|  |                                                                   |
|  | parmawallaby                                                      |
|  |                                                                   |
|  | aalstreepwallaby                                                  |
|  |                                                                   |

|  | parmawallaby     |
|  |                  |
|  | aalstreepwallaby |
|  |                  |

|  | zwarte wallaroe                                                |
|  |                                                                |
|  | \| \| wallaroe \| \| \| \| \| \| antilopekangoeroe \| \| \| \| |
|  |                                                                |
|  | wallaroe                                                       |
|  |                                                                |
|  | antilopekangoeroe                                              |
|  |                                                                |

|  | wallaroe          |
|  |                   |
|  | antilopekangoeroe |
|  |                   |

|  | zwarte wallaroe                                                |
|  |                                                                |
|  | \| \| wallaroe \| \| \| \| \| \| antilopekangoeroe \| \| \| \| |
|  |                                                                |
|  | wallaroe                                                       |
|  |                                                                |
|  | antilopekangoeroe                                              |
|  |                                                                |

|  | wallaroe          |
|  |                   |
|  | antilopekangoeroe |
|  |                   |

|  | †oostelijke Irmawallaby |
|  |                         |
|  | Irmawallaby             |
|  |                         |

|  | tammarwallaby |
|  |               |
|  | zandwallaby   |
|  |               |

|  | witwangwallaby                                                    |
|  |                                                                   |
|  | \| \| parmawallaby \| \| \| \| \| \| aalstreepwallaby \| \| \| \| |
|  |                                                                   |
|  | parmawallaby                                                      |
|  |                                                                   |
|  | aalstreepwallaby                                                  |
|  |                                                                   |

|  | parmawallaby     |
|  |                  |
|  | aalstreepwallaby |
|  |                  |

|  | tammarwallaby |
|  |               |
|  | zandwallaby   |
|  |               |

|  | witwangwallaby                                                    |
|  |                                                                   |
|  | \| \| parmawallaby \| \| \| \| \| \| aalstreepwallaby \| \| \| \| |
|  |                                                                   |
|  | parmawallaby                                                      |
|  |                                                                   |
|  | aalstreepwallaby                                                  |
|  |                                                                   |

|  | parmawallaby     |
|  |                  |
|  | aalstreepwallaby |
|  |                  |

|  | tammarwallaby |
|  |               |
|  | zandwallaby   |
|  |               |

|  | witwangwallaby                                                    |
|  |                                                                   |
|  | \| \| parmawallaby \| \| \| \| \| \| aalstreepwallaby \| \| \| \| |
|  |                                                                   |
|  | parmawallaby                                                      |
|  |                                                                   |
|  | aalstreepwallaby                                                  |
|  |                                                                   |

|  | parmawallaby     |
|  |                  |
|  | aalstreepwallaby |
|  |                  |

|  | tammarwallaby |
|  |               |
|  | zandwallaby   |
|  |               |

|  | witwangwallaby                                                    |
|  |                                                                   |
|  | \| \| parmawallaby \| \| \| \| \| \| aalstreepwallaby \| \| \| \| |
|  |                                                                   |
|  | parmawallaby                                                      |
|  |                                                                   |
|  | aalstreepwallaby                                                  |
|  |                                                                   |

|  | parmawallaby     |
|  |                  |
|  | aalstreepwallaby |
|  |                  |

|  | †oostelijke Irmawallaby |
|  |                         |
|  | Irmawallaby             |
|  |                         |

|  | tammarwallaby |
|  |               |
|  | zandwallaby   |
|  |               |

|  | witwangwallaby                                                    |
|  |                                                                   |
|  | \| \| parmawallaby \| \| \| \| \| \| aalstreepwallaby \| \| \| \| |
|  |                                                                   |
|  | parmawallaby                                                      |
|  |                                                                   |
|  | aalstreepwallaby                                                  |
|  |                                                                   |

|  | parmawallaby     |
|  |                  |
|  | aalstreepwallaby |
|  |                  |

|  | tammarwallaby |
|  |               |
|  | zandwallaby   |
|  |               |

|  | witwangwallaby                                                    |
|  |                                                                   |
|  | \| \| parmawallaby \| \| \| \| \| \| aalstreepwallaby \| \| \| \| |
|  |                                                                   |
|  | parmawallaby                                                      |
|  |                                                                   |
|  | aalstreepwallaby                                                  |
|  |                                                                   |

|  | parmawallaby     |
|  |                  |
|  | aalstreepwallaby |
|  |                  |

|  | tammarwallaby |
|  |               |
|  | zandwallaby   |
|  |               |

|  | witwangwallaby                                                    |
|  |                                                                   |
|  | \| \| parmawallaby \| \| \| \| \| \| aalstreepwallaby \| \| \| \| |
|  |                                                                   |
|  | parmawallaby                                                      |
|  |                                                                   |
|  | aalstreepwallaby                                                  |
|  |                                                                   |

|  | parmawallaby     |
|  |                  |
|  | aalstreepwallaby |
|  |                  |

|  | tammarwallaby |
|  |               |
|  | zandwallaby   |
|  |               |

|  | witwangwallaby                                                    |
|  |                                                                   |
|  | \| \| parmawallaby \| \| \| \| \| \| aalstreepwallaby \| \| \| \| |
|  |                                                                   |
|  | parmawallaby                                                      |
|  |                                                                   |
|  | aalstreepwallaby                                                  |
|  |                                                                   |

|  | parmawallaby     |
|  |                  |
|  | aalstreepwallaby |
|  |                  |

|  | †oostelijke Irmawallaby |
|  |                         |
|  | Irmawallaby             |
|  |                         |

|  | tammarwallaby |
|  |               |
|  | zandwallaby   |
|  |               |

|  | witwangwallaby                                                    |
|  |                                                                   |
|  | \| \| parmawallaby \| \| \| \| \| \| aalstreepwallaby \| \| \| \| |
|  |                                                                   |
|  | parmawallaby                                                      |
|  |                                                                   |
|  | aalstreepwallaby                                                  |
|  |                                                                   |

|  | parmawallaby     |
|  |                  |
|  | aalstreepwallaby |
|  |                  |

|  | tammarwallaby |
|  |               |
|  | zandwallaby   |
|  |               |

|  | witwangwallaby                                                    |
|  |                                                                   |
|  | \| \| parmawallaby \| \| \| \| \| \| aalstreepwallaby \| \| \| \| |
|  |                                                                   |
|  | parmawallaby                                                      |
|  |                                                                   |
|  | aalstreepwallaby                                                  |
|  |                                                                   |

|  | parmawallaby     |
|  |                  |
|  | aalstreepwallaby |
|  |                  |

|  | tammarwallaby |
|  |               |
|  | zandwallaby   |
|  |               |

|  | witwangwallaby                                                    |
|  |                                                                   |
|  | \| \| parmawallaby \| \| \| \| \| \| aalstreepwallaby \| \| \| \| |
|  |                                                                   |
|  | parmawallaby                                                      |
|  |                                                                   |
|  | aalstreepwallaby                                                  |
|  |                                                                   |

|  | parmawallaby     |
|  |                  |
|  | aalstreepwallaby |
|  |                  |

|  | tammarwallaby |
|  |               |
|  | zandwallaby   |
|  |               |

|  | witwangwallaby                                                    |
|  |                                                                   |
|  | \| \| parmawallaby \| \| \| \| \| \| aalstreepwallaby \| \| \| \| |
|  |                                                                   |
|  | parmawallaby                                                      |
|  |                                                                   |
|  | aalstreepwallaby                                                  |
|  |                                                                   |

|  | parmawallaby     |
|  |                  |
|  | aalstreepwallaby |
|  |                  |

|  | †oostelijke Irmawallaby |
|  |                         |
|  | Irmawallaby             |
|  |                         |

|  | tammarwallaby |
|  |               |
|  | zandwallaby   |
|  |               |

|  | witwangwallaby                                                    |
|  |                                                                   |
|  | \| \| parmawallaby \| \| \| \| \| \| aalstreepwallaby \| \| \| \| |
|  |                                                                   |
|  | parmawallaby                                                      |
|  |                                                                   |
|  | aalstreepwallaby                                                  |
|  |                                                                   |

|  | parmawallaby     |
|  |                  |
|  | aalstreepwallaby |
|  |                  |

|  | tammarwallaby |
|  |               |
|  | zandwallaby   |
|  |               |

|  | witwangwallaby                                                    |
|  |                                                                   |
|  | \| \| parmawallaby \| \| \| \| \| \| aalstreepwallaby \| \| \| \| |
|  |                                                                   |
|  | parmawallaby                                                      |
|  |                                                                   |
|  | aalstreepwallaby                                                  |
|  |                                                                   |

|  | parmawallaby     |
|  |                  |
|  | aalstreepwallaby |
|  |                  |

|  | tammarwallaby |
|  |               |
|  | zandwallaby   |
|  |               |

|  | witwangwallaby                                                    |
|  |                                                                   |
|  | \| \| parmawallaby \| \| \| \| \| \| aalstreepwallaby \| \| \| \| |
|  |                                                                   |
|  | parmawallaby                                                      |
|  |                                                                   |
|  | aalstreepwallaby                                                  |
|  |                                                                   |

|  | parmawallaby     |
|  |                  |
|  | aalstreepwallaby |
|  |                  |

|  | tammarwallaby |
|  |               |
|  | zandwallaby   |
|  |               |

|  | witwangwallaby                                                    |
|  |                                                                   |
|  | \| \| parmawallaby \| \| \| \| \| \| aalstreepwallaby \| \| \| \| |
|  |                                                                   |
|  | parmawallaby                                                      |
|  |                                                                   |
|  | aalstreepwallaby                                                  |
|  |                                                                   |

|  | parmawallaby     |
|  |                  |
|  | aalstreepwallaby |
|  |                  |

|  | oostelijke grijze reuzenkangoeroe |
|  |                                   |
|  | westelijke grijze reuzenkangoeroe |
|  |                                   |

|  | zwarte wallaroe                                                |
|  |                                                                |
|  | \| \| wallaroe \| \| \| \| \| \| antilopekangoeroe \| \| \| \| |
|  |                                                                |
|  | wallaroe                                                       |
|  |                                                                |
|  | antilopekangoeroe                                              |
|  |                                                                |

|  | wallaroe          |
|  |                   |
|  | antilopekangoeroe |
|  |                   |

|  | zwarte wallaroe                                                |
|  |                                                                |
|  | \| \| wallaroe \| \| \| \| \| \| antilopekangoeroe \| \| \| \| |
|  |                                                                |
|  | wallaroe                                                       |
|  |                                                                |
|  | antilopekangoeroe                                              |
|  |                                                                |

|  | wallaroe          |
|  |                   |
|  | antilopekangoeroe |
|  |                   |

|  | †oostelijke Irmawallaby |
|  |                         |
|  | Irmawallaby             |
|  |                         |

|  | tammarwallaby |
|  |               |
|  | zandwallaby   |
|  |               |

|  | witwangwallaby                                                    |
|  |                                                                   |
|  | \| \| parmawallaby \| \| \| \| \| \| aalstreepwallaby \| \| \| \| |
|  |                                                                   |
|  | parmawallaby                                                      |
|  |                                                                   |
|  | aalstreepwallaby                                                  |
|  |                                                                   |

|  | parmawallaby     |
|  |                  |
|  | aalstreepwallaby |
|  |                  |

|  | tammarwallaby |
|  |               |
|  | zandwallaby   |
|  |               |

|  | witwangwallaby                                                    |
|  |                                                                   |
|  | \| \| parmawallaby \| \| \| \| \| \| aalstreepwallaby \| \| \| \| |
|  |                                                                   |
|  | parmawallaby                                                      |
|  |                                                                   |
|  | aalstreepwallaby                                                  |
|  |                                                                   |

|  | parmawallaby     |
|  |                  |
|  | aalstreepwallaby |
|  |                  |

|  | tammarwallaby |
|  |               |
|  | zandwallaby   |
|  |               |

|  | witwangwallaby                                                    |
|  |                                                                   |
|  | \| \| parmawallaby \| \| \| \| \| \| aalstreepwallaby \| \| \| \| |
|  |                                                                   |
|  | parmawallaby                                                      |
|  |                                                                   |
|  | aalstreepwallaby                                                  |
|  |                                                                   |

|  | parmawallaby     |
|  |                  |
|  | aalstreepwallaby |
|  |                  |

|  | tammarwallaby |
|  |               |
|  | zandwallaby   |
|  |               |

|  | witwangwallaby                                                    |
|  |                                                                   |
|  | \| \| parmawallaby \| \| \| \| \| \| aalstreepwallaby \| \| \| \| |
|  |                                                                   |
|  | parmawallaby                                                      |
|  |                                                                   |
|  | aalstreepwallaby                                                  |
|  |                                                                   |

|  | parmawallaby     |
|  |                  |
|  | aalstreepwallaby |
|  |                  |

|  | †oostelijke Irmawallaby |
|  |                         |
|  | Irmawallaby             |
|  |                         |

|  | tammarwallaby |
|  |               |
|  | zandwallaby   |
|  |               |

|  | witwangwallaby                                                    |
|  |                                                                   |
|  | \| \| parmawallaby \| \| \| \| \| \| aalstreepwallaby \| \| \| \| |
|  |                                                                   |
|  | parmawallaby                                                      |
|  |                                                                   |
|  | aalstreepwallaby                                                  |
|  |                                                                   |

|  | parmawallaby     |
|  |                  |
|  | aalstreepwallaby |
|  |                  |

|  | tammarwallaby |
|  |               |
|  | zandwallaby   |
|  |               |

|  | witwangwallaby                                                    |
|  |                                                                   |
|  | \| \| parmawallaby \| \| \| \| \| \| aalstreepwallaby \| \| \| \| |
|  |                                                                   |
|  | parmawallaby                                                      |
|  |                                                                   |
|  | aalstreepwallaby                                                  |
|  |                                                                   |

|  | parmawallaby     |
|  |                  |
|  | aalstreepwallaby |
|  |                  |

|  | tammarwallaby |
|  |               |
|  | zandwallaby   |
|  |               |

|  | witwangwallaby                                                    |
|  |                                                                   |
|  | \| \| parmawallaby \| \| \| \| \| \| aalstreepwallaby \| \| \| \| |
|  |                                                                   |
|  | parmawallaby                                                      |
|  |                                                                   |
|  | aalstreepwallaby                                                  |
|  |                                                                   |

|  | parmawallaby     |
|  |                  |
|  | aalstreepwallaby |
|  |                  |

|  | tammarwallaby |
|  |               |
|  | zandwallaby   |
|  |               |

|  | witwangwallaby                                                    |
|  |                                                                   |
|  | \| \| parmawallaby \| \| \| \| \| \| aalstreepwallaby \| \| \| \| |
|  |                                                                   |
|  | parmawallaby                                                      |
|  |                                                                   |
|  | aalstreepwallaby                                                  |
|  |                                                                   |

|  | parmawallaby     |
|  |                  |
|  | aalstreepwallaby |
|  |                  |

|  | †oostelijke Irmawallaby |
|  |                         |
|  | Irmawallaby             |
|  |                         |

|  | tammarwallaby |
|  |               |
|  | zandwallaby   |
|  |               |

|  | witwangwallaby                                                    |
|  |                                                                   |
|  | \| \| parmawallaby \| \| \| \| \| \| aalstreepwallaby \| \| \| \| |
|  |                                                                   |
|  | parmawallaby                                                      |
|  |                                                                   |
|  | aalstreepwallaby                                                  |
|  |                                                                   |

|  | parmawallaby     |
|  |                  |
|  | aalstreepwallaby |
|  |                  |

|  | tammarwallaby |
|  |               |
|  | zandwallaby   |
|  |               |

|  | witwangwallaby                                                    |
|  |                                                                   |
|  | \| \| parmawallaby \| \| \| \| \| \| aalstreepwallaby \| \| \| \| |
|  |                                                                   |
|  | parmawallaby                                                      |
|  |                                                                   |
|  | aalstreepwallaby                                                  |
|  |                                                                   |

|  | parmawallaby     |
|  |                  |
|  | aalstreepwallaby |
|  |                  |

|  | tammarwallaby |
|  |               |
|  | zandwallaby   |
|  |               |

|  | witwangwallaby                                                    |
|  |                                                                   |
|  | \| \| parmawallaby \| \| \| \| \| \| aalstreepwallaby \| \| \| \| |
|  |                                                                   |
|  | parmawallaby                                                      |
|  |                                                                   |
|  | aalstreepwallaby                                                  |
|  |                                                                   |

|  | parmawallaby     |
|  |                  |
|  | aalstreepwallaby |
|  |                  |

|  | tammarwallaby |
|  |               |
|  | zandwallaby   |
|  |               |

|  | witwangwallaby                                                    |
|  |                                                                   |
|  | \| \| parmawallaby \| \| \| \| \| \| aalstreepwallaby \| \| \| \| |
|  |                                                                   |
|  | parmawallaby                                                      |
|  |                                                                   |
|  | aalstreepwallaby                                                  |
|  |                                                                   |

|  | parmawallaby     |
|  |                  |
|  | aalstreepwallaby |
|  |                  |

|  | †oostelijke Irmawallaby |
|  |                         |
|  | Irmawallaby             |
|  |                         |

|  | tammarwallaby |
|  |               |
|  | zandwallaby   |
|  |               |

|  | witwangwallaby                                                    |
|  |                                                                   |
|  | \| \| parmawallaby \| \| \| \| \| \| aalstreepwallaby \| \| \| \| |
|  |                                                                   |
|  | parmawallaby                                                      |
|  |                                                                   |
|  | aalstreepwallaby                                                  |
|  |                                                                   |

|  | parmawallaby     |
|  |                  |
|  | aalstreepwallaby |
|  |                  |

|  | tammarwallaby |
|  |               |
|  | zandwallaby   |
|  |               |

|  | witwangwallaby                                                    |
|  |                                                                   |
|  | \| \| parmawallaby \| \| \| \| \| \| aalstreepwallaby \| \| \| \| |
|  |                                                                   |
|  | parmawallaby                                                      |
|  |                                                                   |
|  | aalstreepwallaby                                                  |
|  |                                                                   |

|  | parmawallaby     |
|  |                  |
|  | aalstreepwallaby |
|  |                  |

|  | tammarwallaby |
|  |               |
|  | zandwallaby   |
|  |               |

|  | witwangwallaby                                                    |
|  |                                                                   |
|  | \| \| parmawallaby \| \| \| \| \| \| aalstreepwallaby \| \| \| \| |
|  |                                                                   |
|  | parmawallaby                                                      |
|  |                                                                   |
|  | aalstreepwallaby                                                  |
|  |                                                                   |

|  | parmawallaby     |
|  |                  |
|  | aalstreepwallaby |
|  |                  |

|  | tammarwallaby |
|  |               |
|  | zandwallaby   |
|  |               |

|  | witwangwallaby                                                    |
|  |                                                                   |
|  | \| \| parmawallaby \| \| \| \| \| \| aalstreepwallaby \| \| \| \| |
|  |                                                                   |
|  | parmawallaby                                                      |
|  |                                                                   |
|  | aalstreepwallaby                                                  |
|  |                                                                   |

|  | parmawallaby     |
|  |                  |
|  | aalstreepwallaby |
|  |                  |

|  | zwarte wallaroe                                                |
|  |                                                                |
|  | \| \| wallaroe \| \| \| \| \| \| antilopekangoeroe \| \| \| \| |
|  |                                                                |
|  | wallaroe                                                       |
|  |                                                                |
|  | antilopekangoeroe                                              |
|  |                                                                |

|  | wallaroe          |
|  |                   |
|  | antilopekangoeroe |
|  |                   |

|  | zwarte wallaroe                                                |
|  |                                                                |
|  | \| \| wallaroe \| \| \| \| \| \| antilopekangoeroe \| \| \| \| |
|  |                                                                |
|  | wallaroe                                                       |
|  |                                                                |
|  | antilopekangoeroe                                              |
|  |                                                                |

|  | wallaroe          |
|  |                   |
|  | antilopekangoeroe |
|  |                   |

|  | †oostelijke Irmawallaby |
|  |                         |
|  | Irmawallaby             |
|  |                         |

|  | tammarwallaby |
|  |               |
|  | zandwallaby   |
|  |               |

|  | witwangwallaby                                                    |
|  |                                                                   |
|  | \| \| parmawallaby \| \| \| \| \| \| aalstreepwallaby \| \| \| \| |
|  |                                                                   |
|  | parmawallaby                                                      |
|  |                                                                   |
|  | aalstreepwallaby                                                  |
|  |                                                                   |

|  | parmawallaby     |
|  |                  |
|  | aalstreepwallaby |
|  |                  |

|  | tammarwallaby |
|  |               |
|  | zandwallaby   |
|  |               |

|  | witwangwallaby                                                    |
|  |                                                                   |
|  | \| \| parmawallaby \| \| \| \| \| \| aalstreepwallaby \| \| \| \| |
|  |                                                                   |
|  | parmawallaby                                                      |
|  |                                                                   |
|  | aalstreepwallaby                                                  |
|  |                                                                   |

|  | parmawallaby     |
|  |                  |
|  | aalstreepwallaby |
|  |                  |

|  | tammarwallaby |
|  |               |
|  | zandwallaby   |
|  |               |

|  | witwangwallaby                                                    |
|  |                                                                   |
|  | \| \| parmawallaby \| \| \| \| \| \| aalstreepwallaby \| \| \| \| |
|  |                                                                   |
|  | parmawallaby                                                      |
|  |                                                                   |
|  | aalstreepwallaby                                                  |
|  |                                                                   |

|  | parmawallaby     |
|  |                  |
|  | aalstreepwallaby |
|  |                  |

|  | tammarwallaby |
|  |               |
|  | zandwallaby   |
|  |               |

|  | witwangwallaby                                                    |
|  |                                                                   |
|  | \| \| parmawallaby \| \| \| \| \| \| aalstreepwallaby \| \| \| \| |
|  |                                                                   |
|  | parmawallaby                                                      |
|  |                                                                   |
|  | aalstreepwallaby                                                  |
|  |                                                                   |

|  | parmawallaby     |
|  |                  |
|  | aalstreepwallaby |
|  |                  |

|  | †oostelijke Irmawallaby |
|  |                         |
|  | Irmawallaby             |
|  |                         |

|  | tammarwallaby |
|  |               |
|  | zandwallaby   |
|  |               |

|  | witwangwallaby                                                    |
|  |                                                                   |
|  | \| \| parmawallaby \| \| \| \| \| \| aalstreepwallaby \| \| \| \| |
|  |                                                                   |
|  | parmawallaby                                                      |
|  |                                                                   |
|  | aalstreepwallaby                                                  |
|  |                                                                   |

|  | parmawallaby     |
|  |                  |
|  | aalstreepwallaby |
|  |                  |

|  | tammarwallaby |
|  |               |
|  | zandwallaby   |
|  |               |

|  | witwangwallaby                                                    |
|  |                                                                   |
|  | \| \| parmawallaby \| \| \| \| \| \| aalstreepwallaby \| \| \| \| |
|  |                                                                   |
|  | parmawallaby                                                      |
|  |                                                                   |
|  | aalstreepwallaby                                                  |
|  |                                                                   |

|  | parmawallaby     |
|  |                  |
|  | aalstreepwallaby |
|  |                  |

|  | tammarwallaby |
|  |               |
|  | zandwallaby   |
|  |               |

|  | witwangwallaby                                                    |
|  |                                                                   |
|  | \| \| parmawallaby \| \| \| \| \| \| aalstreepwallaby \| \| \| \| |
|  |                                                                   |
|  | parmawallaby                                                      |
|  |                                                                   |
|  | aalstreepwallaby                                                  |
|  |                                                                   |

|  | parmawallaby     |
|  |                  |
|  | aalstreepwallaby |
|  |                  |

|  | tammarwallaby |
|  |               |
|  | zandwallaby   |
|  |               |

|  | witwangwallaby                                                    |
|  |                                                                   |
|  | \| \| parmawallaby \| \| \| \| \| \| aalstreepwallaby \| \| \| \| |
|  |                                                                   |
|  | parmawallaby                                                      |
|  |                                                                   |
|  | aalstreepwallaby                                                  |
|  |                                                                   |

|  | parmawallaby     |
|  |                  |
|  | aalstreepwallaby |
|  |                  |

|  | †oostelijke Irmawallaby |
|  |                         |
|  | Irmawallaby             |
|  |                         |

|  | tammarwallaby |
|  |               |
|  | zandwallaby   |
|  |               |

|  | witwangwallaby                                                    |
|  |                                                                   |
|  | \| \| parmawallaby \| \| \| \| \| \| aalstreepwallaby \| \| \| \| |
|  |                                                                   |
|  | parmawallaby                                                      |
|  |                                                                   |
|  | aalstreepwallaby                                                  |
|  |                                                                   |

|  | parmawallaby     |
|  |                  |
|  | aalstreepwallaby |
|  |                  |

|  | tammarwallaby |
|  |               |
|  | zandwallaby   |
|  |               |

|  | witwangwallaby                                                    |
|  |                                                                   |
|  | \| \| parmawallaby \| \| \| \| \| \| aalstreepwallaby \| \| \| \| |
|  |                                                                   |
|  | parmawallaby                                                      |
|  |                                                                   |
|  | aalstreepwallaby                                                  |
|  |                                                                   |

|  | parmawallaby     |
|  |                  |
|  | aalstreepwallaby |
|  |                  |

|  | tammarwallaby |
|  |               |
|  | zandwallaby   |
|  |               |

|  | witwangwallaby                                                    |
|  |                                                                   |
|  | \| \| parmawallaby \| \| \| \| \| \| aalstreepwallaby \| \| \| \| |
|  |                                                                   |
|  | parmawallaby                                                      |
|  |                                                                   |
|  | aalstreepwallaby                                                  |
|  |                                                                   |

|  | parmawallaby     |
|  |                  |
|  | aalstreepwallaby |
|  |                  |

|  | tammarwallaby |
|  |               |
|  | zandwallaby   |
|  |               |

|  | witwangwallaby                                                    |
|  |                                                                   |
|  | \| \| parmawallaby \| \| \| \| \| \| aalstreepwallaby \| \| \| \| |
|  |                                                                   |
|  | parmawallaby                                                      |
|  |                                                                   |
|  | aalstreepwallaby                                                  |
|  |                                                                   |

|  | parmawallaby     |
|  |                  |
|  | aalstreepwallaby |
|  |                  |

|  | †oostelijke Irmawallaby |
|  |                         |
|  | Irmawallaby             |
|  |                         |

|  | tammarwallaby |
|  |               |
|  | zandwallaby   |
|  |               |

|  | witwangwallaby                                                    |
|  |                                                                   |
|  | \| \| parmawallaby \| \| \| \| \| \| aalstreepwallaby \| \| \| \| |
|  |                                                                   |
|  | parmawallaby                                                      |
|  |                                                                   |
|  | aalstreepwallaby                                                  |
|  |                                                                   |

|  | parmawallaby     |
|  |                  |
|  | aalstreepwallaby |
|  |                  |

|  | tammarwallaby |
|  |               |
|  | zandwallaby   |
|  |               |

|  | witwangwallaby                                                    |
|  |                                                                   |
|  | \| \| parmawallaby \| \| \| \| \| \| aalstreepwallaby \| \| \| \| |
|  |                                                                   |
|  | parmawallaby                                                      |
|  |                                                                   |
|  | aalstreepwallaby                                                  |
|  |                                                                   |

|  | parmawallaby     |
|  |                  |
|  | aalstreepwallaby |
|  |                  |

|  | tammarwallaby |
|  |               |
|  | zandwallaby   |
|  |               |

|  | witwangwallaby                                                    |
|  |                                                                   |
|  | \| \| parmawallaby \| \| \| \| \| \| aalstreepwallaby \| \| \| \| |
|  |                                                                   |
|  | parmawallaby                                                      |
|  |                                                                   |
|  | aalstreepwallaby                                                  |
|  |                                                                   |

|  | parmawallaby     |
|  |                  |
|  | aalstreepwallaby |
|  |                  |

|  | tammarwallaby |
|  |               |
|  | zandwallaby   |
|  |               |

|  | witwangwallaby                                                    |
|  |                                                                   |
|  | \| \| parmawallaby \| \| \| \| \| \| aalstreepwallaby \| \| \| \| |
|  |                                                                   |
|  | parmawallaby                                                      |
|  |                                                                   |
|  | aalstreepwallaby                                                  |
|  |                                                                   |

|  | parmawallaby     |
|  |                  |
|  | aalstreepwallaby |
|  |                  |

### Fossielen
Fossielen van Osphranter pavana, een uitgestorven maar verwante soort, zijn gevonden in afzettingen uit het het Plioceen (5,3–2,6 miljoen jaar geleden) en overblijfselen uit het Pleistoceen (2,6 miljoen–12.000 jaar geleden) zijn toegeschreven aan Osphranter robustus altus. In deze zelfde afzettingen zijn ook andere, grotere, maar nog niet beschreven soorten uit datzelfde geslacht gevonden.

## Gedrag
De rode reuzenkangoeroe is in staat om een interne lichaamstemperatuur van ongeveer 36°C te behouden, dankzij de zachte, dichte vacht die veel zonnestraling weerkaatst en ook omdat het dier voornamelijk 's nachts actief is. Om interne warmteontwikkeling te voorkomen beweegt het dier zo weinig mogelijk, en tijdens warme periodes brengt het een groot deel van de dag door onder bomen te liggen om zodoende de zon te vermijden en verhoging van de lichaamstemperatuur te beperken. De dieren zijn over het algemeen alleen actief van de late namiddag tot de vroege ochtend. Hoewel hijgen de belangrijkste methode is om warmte te verliezen, likt de rode reuzenkangoeroe bij extreme hitte (rond de 40°C) met zijn tong de onderarmen, waar het speeksel verdampt en waardoor het bloed afkoelt dat door een dicht netwerk van bloedvaten stroomt onder de huid van de polsen. De rode reuzenkangoeroe is ongeveer 40% van de tijd actief in de hete zomermaanden (januari-maart) en ongeveer 70% in de koudste maand, augustus. Gemiddeld is de rode reuzenkangoeroe ongeveer 12,5 uur per dag actief. Grazen en drinken begint over het algemeen ongeveer 1 uur voor zonsondergang en gaan de hele nacht door. De dieren grazen 7–11 uur per dag, en mannetjes grazen over het algemeen 1 uur langer dan vrouwtjes. Vergeleken met de westelijke grijze kangoeroe brengt deze soort minder tijd door in de schaduw (ongeveer zesenhalf uur per dag) en kan hogere temperaturen verdragen (stralingswarmte tot 89°C) voordat hij zich terugtrekt in de schaduw. Hoewel de rode reuzenkangoeroe het grootste deel van de dag inactief is, brengt hij slechts tot 20% van zijn tijd door met slapen. Tijdens het slapen neemt hij een buikligging aan, met zijn achterpoten naar de zijkant gestrekt. In gevangenschap zijn verschillende rusthoudingen gezien waaronder rechtop of half rechtop staan, gehurkt staan, liggen met het hoofd omhoog of omlaag, of liggend op de rug. Voordat hij gaat liggen, krabt de rode reuzenkangoeroe een holte in de grond waarin het dier op de zij gaat liggen. Verzorging van de huid wordt vaak waargenomen tijdens periodes van rust. Het dier kan elk deel van het lichaam bereiken om met de voor- of achterpoot te krabben, en ook de tong en tanden worden gebruikt voor de verzoergin van de vacht. De klauw van de tweede en derde teen van de achterpoot wordt ook gebruikt om de vacht te kammen. De rode reuzenkangoeroe is over het algemeen sedentair en zijn bewegingen worden voornamelijk bepaald door de beschikbaarheid van voedsel en beschutting. Wanneer die voldoende beschikbaar zijn, bewegen de dieren zich alleen lokaal. De dieren kunnen echter aanzienlijke afstanden afleggen op zoek naar voedsel. Hoewel er verplaatsingen over lange afstanden van meer dan 100 km zijn geregistreerd voor volwassen individuen van beide geslachten, wordt dit als uitzonderlijk beschouwd en zijn verplaatsingen tot 30 km waarschijnlijker als reactie op geïsoleerde regenval tijdens langdurige droge periodes.

### Groepsrelaties
Groepen rode reuzenkangoeroes zijn zeer losjes georganiseerd en veranderen voortdurend, waarbij de groepsgrootte wordt bepaald door een willekeurig proces van dieren die zich aansluiten en vertrekken. Groepen zijn over het algemeen klein, variërend van 2 tot 10 individuen, waarbij groepen van 2–4 het meest voorkomen. De dieren zullen meer tijd besteden aan voedsel zoeken en zijn minder waakzaam in een groep, wat suggereert dat een groep bescherming biedt tegen predatoren. Hoewel de rode reuzenkangoeroe vaak als groepsdier wordt beschouwd, is er alleen een sterke sociale band tussen een moeder en haar nakomelingen. Mannetjes zijn meestal alleen, hoewel ze zich wel kunnen aansluiten bij groepen van gemengd geslacht, vooral wanneer vrouwtjes jongen hebben of in oestrus zijn. In groepen van gemengd geslacht is er over het algemeen een ouder, dominant mannetje. Mannetjes zijn vaker dan vrouwtjes te vinden in groepen van gemengd geslacht, terwijl vrouwen vaker alleen zijn met hun kroost. Mannelijke dominantie is over het algemeen gebaseerd op lichaamsgrootte. Mannetjes worden echter niet als territoriaal beschouwd en groepen bevatten soms meerdere mannetjes. Volwassen mannetjes kunnen elkaar echter ook bedreigen en aanvallen met name wanneer er vrouwtjes in oestrus zijn, of wanneer een nieuw mannetje probeert zich bij een gevestigde groep aan te sluiten. Groepen met meerdere mannetjes zijn relatief zeldzaam, terwijl groepen met meerdere vrouwtjes vaker voorkomen. In elke groep heeft het mannetje met de hoogste rang de meeste toegang tot vrouwtjes en verwekt hij over het algemeen de meeste nakomelingen. Hoewel ze over het algemeen vredelievend zijn, vechten mannetjes soms, en bedreigingen of dominantievertoon komen vaak voor in de buurt van vrouwtjes tijdens de oestrus. Als een mannetje een tegenstander uitdaagt, houdt hij zijn lichaam in verticale positie en benadert deze in een reeks korte sprongen. Zodra een mannetje zijn tegenstander heeft bereikt, begint hij een dreigingsvertoon. Hij laat zich op handen en voeten vallen met zijn ledematen wijd gespreid en zijn lichaam ondersteund door de staart, voor- en achterpoten. Of hij dreigt door rechtop te gaan staan met de voorpoten gekruist voor de borst en het lichaam ondersteund door het eind van de staart en voeten. In beide gevallen kunnen de ledematen en het hoofd trillen, en de mannetjes likken en bijten dan de vacht van hun borst, waarbij ze een scherpe, roodachtige afscheiding verspreiden uit huidklieren midden op de borst, kwijlen en een zacht kakelend geluid maken. Een andere, minder vaak voorkomende uitdaging is het wandelen met stijve poten. Mannetjes kunnen ook urine naar een tegenstander sproeien. Deze gedragingen gaan vaak vooraf aan gevechten, waarbij twee mannetjes elkaar met de klauwen van hun voorpoten vastgrijpen en, ondersteund door hun staart, met beide achterpoten krachtig naar elkaars buik trappen. Bij deze gevechten ontstaan meestal geen gewonden en ze stoppen wanneer een van de mannetjes zich overgeeft. Er is ook sociaal spel waargenomen dat lijkt op deze geritualiseerde vecht- en dominantievertoningen. Jonge rode reuzenkangoeroes vertonen twee soorten spel: een waarbij de moeder wordt gestompt en soms wordt geschopt. Over het algemeen reageert deze met een ingetogen vergelding. En een individueel spel waarbij de jongen, snel wegspringen van hun moeder en dan weer terugkeren. In gevangenschap spelen vooral jonge rode reuzenkangoeroes en achtervolgen ze elkaar.

### Communicatie
De dominante zintuigen van de rode reuzenkangoeroe zijn zicht en reuk. Het gezichtsvermogen is vergelijkbaar met dat van knaagdieren en hoefdieren, en zijn ogen staan hoog op de schedel, waardoor een breed gezichtsveld ontstaat, terwijl er tegelijk een binoculair gezichtsvermogen van ongeveer 50° is. De dieren hebben een forse bulbus olfactorius en orgaan van Jacobson en zijn in staat tot geurherkenning en -vermijding. Bovendien hebben deze dieren grote oren die in staat zijn om onafhankelijk van elkaar 180° te draaien.

### Voortplanting
Het paringssysteem van de rode reuzenkangoeroe kan het beste worden omschreven als hiërarchische promiscuïteit of polygynie, waarbij dominante mannetjes de meeste toegang hebben tot vrouwtjes. Een mannetje raakt geïnteresseerd in een vrouwtje als ze de oestrus nadert, en zal haar gedurende een variabele periode op de voet volgen, gedurende welke hij haar staart vaak met zijn voorpoten vastgrijpt en zijn snuit dicht bij haar urogenitale opening plaatst, dit wordt seksueel genoemd. controleren. Dit neuzen van de cloaca kan urineren door het vrouwtje opwekken en mannetjes zullen dan de urine of het substraat snuffelen waar urine is gevallen. Mannetjes kunnen de buidel ook besnuffelen. In de minuten voorafgaand aan de paring grijpt het mannetje het vrouwtje regelmatig om de hals en borst vast en aait hij haar met zijn voorpoten. Seksuele opwinding van mannen gaat gepaard met erectie van de penis, het slaan met de staart en een kakelend geluid. Als een vrouwtje ontvankelijk is, zal ze stil blijven staan en het mannetje haar laten bestijgen, anders zal ze weggaan en de paring vermijden. Kleinere mannetjes kunnen ook worden afgewezen met slaan, stompen tegen de neus of andere agressie. Vrouwtjes lijken de voorkeur te geven aan grote mannetjes en lijken over het algemeen de uitkomst van gevechten te accepteren, wat suggereert dat er selectie is voor dominante mannetjes. De paring duurt gemiddeld 15-20 minuten. Het dominante mannetje zal na de paring vaak bij het vrouwtje blijven om andere mannetjes te verjagen.

## Ecologie
De rode reuzenkangoeroe komt samen met andere soorten kangoeroesoorten voor in verschillende delen van zijn verspreidingsgebied, vooral met de westelijke en oostelijke grijze reuzenkangoeroes. Er zijn groepen van gemengde soorten waargenomen en O. rufus vormt eerder groepen met westelijke grijze reuzenkangoeroes dan met oostelijke grijze reuzenkangoeroes. Deze groepen blijven over het algemeen slechts korte tijd bijeen en worden tijdens het voedsel zoeken gevormd. Kruisingen tussen deze soorten in het wild zijn niet waarschijnlijk, hoewel er in gevangenschap steriele hybriden tussen rode en grijze kangoeroe zijn geboren. Hoewel schommelingen in de beschikbaarheid van voedsel als gevolg van het weer de belangrijkste factor is die de populatieomvang van rode reuzenkangoeroe beïnvloedt, kunnen predatoren en concurrentie met andere planteneters ook een groot effect hebben op de populatieomvang.

### Voedsel
Over het algemeen bestaat het dieet van volwassen rode reuzenkangoeroes voornamelijk en bijna uitsluitend uit kort groen gras. Als het gras overwegend lang en droog is, eet het die de kleine groene scheuten aan de basis van de graspollen of de groene kruiden tussen de pollen. Welke  grassoorten het meest worden gegeten is afhankelijk van het seizoen en de lokale beschikbaarheid, maar omvatten Aristida, Chloris, Dicanthium sericeum, Enneapogon avenaceus, Eragrostis setifolia, Lophochloa pumila, Panicum, Sporobolus en Themeda australis. E. setifolia is een van de weinige soorten die beschikbaar is tijdens langdurige droogtes. Tijdens zulke periodes bestaat het dieet van de rode reuzenkangoeroe voor een groter deel uit ganzenvoetachtigen en andere struiken. Als er zeer weinig voedsel is, kan de rode reuzenkangoeroe ook graven naar ondergrondse stengels, meestal behorend tot ganzenvoetachtigen. Microben in de darm die plantaardig materiaal verteren om vluchtige vetzuren te produceren, vormen ook de primaire bron van eiwitten, die worden gebruikt om vrije aminozuren te produceren. In het wild eten de dieren per dag ongeveer 2-3% van hun lichaamsgewicht aan droge stof.
In de mond van de rode reuzenkangoeroe wordt een prop voedsel vermengd met grote hoeveelheden speeksel met een hoge concentratie bicarbonaat- en fosfaationen, voornamelijk van de oorspeekselklieren. Het speeksel bevat ook hoge concentraties amylase, die de vertering van koolhydraten in de mond op gang brengt. De rode reuzenkangoeroe herkauwt niet, maar er kan wel voedsel opboeren, waarbij een prop halfverteerd voedsel opnieuw wordt doorgeslikt zonder opnieuw te kauwen. Dit gedrag lijkt onwillekeurig en is mogelijk een aanpassing om de speekselproductie te stimuleren, wat helpt om de pH van de voormaag te bufferen, of het kan dienen om onvoldoende gekauwde voedseldeeltjes verder te vermalen. Opboeren wordt echter niet vaak gezien, aangezien de rode reuzenkangoeroe zijn voedsel grondiger kauwt dan herkauwers. De spijsverteringsefficiëntie van voer afkomstig van droge graslanden is ongeveer 50%. Het dier neemt ongeveer 18 happen per minuut terwijl hij zich voedt met struiken uit de amarantenfamilie. Het spijsverteringssysteem van de rode reuzenkangoeroe is aangepast voor voedsel van slechte kwaliteit dat in zijn leefgebied wordt aangetroffen. Er zijn zowel oorspeekselklieren, onderkaakspeekselklieren als ondertongspeekselklieren. De slokdarm bestaat uit gladde spieren met plooien van gelaagd epitheel in de lengterichting en heeft geen klieren. De langwerpige maag bevat verschillende delen met gespecialiseerde spijsverteringsfuncties. Het zakvormige deel van de voormaag is de belangrijkste plaats van microbiële fermentatie en is bekleed met een slijmafscheidend epitheel, dat na het eten stoffen afscheidt die zorgen voor een constante zuurgraad waarbij de bacteriën het best cellulose afbreken. Deze bacteriën zijn vooral Actinobacteria, Bacteroidetes en Firmicutes, en die produceren daarbij azijnzuur, propionzuur, boterzuur, ammoniak en methaan. Een buisvormige gedeelte vormt de verbinding met de achtermaag. De achtermaag scheidt zuur af. Een groeve in de voormaag zorgt dat melk de fermentatiegebieden van de maag omzeilt en direct naar de achtermaag gaat om te worden verteerd. Secundaire fermentatie vindt plaats in de blindedarm en in het voorste deel van de endeldarm, maar dit levert een veel kleinere bijdrage aan de energie-opname van het dier.

### Concurrentie met andere grazers
Er is voedselconcurrentie tussen rode reuzenkangoeroes, gedomesticeerde schapen en in mindere mate verwilderde geiten, in de droge graslanden van Australië, maar deze blijft in de natuur beperkt tot periodes van voedselschaarste, wanneer de totale biomassa minder dan 30 g per m2 is. De concurrentie is het grootst tijdens periodes van droogte. De negatieve effecten zijn groter voor rode reuzenkangoeroes als het beheer van het grasland erop gericht is de schapen bevoordelen. Door het uitroeien of voortdurend bejagen van dingo's in graslanden is het aantal rode reuzenkangoeroes echter ook toegenomen. Concurrentie treedt ook op met Europese konijnen en een grote dichtheid aan konijnen vermindert de bedekkingsgraad van inheemse grassen, bevordert exotische onkruiden en draagt bij aan bodemerosie. Deze concurrentie kan de populatie van rode reuzenkangoeroes drukken en  gebieden die zwaar worden begraasd worden door konijnen worden door de kangoeroes vermeden.

### Roofdieren
Het is aangetoond dat de dichtheid van de populatie rode reuzenkangoeroes door predatie van dingo's (Canis lupus dingo) doet afnemen, vooral in gebieden met beperkte voedselproductie. Binnen dingo-hekken wordt de impact van de commerciële oogst op rode reuzenkangoeroes beperkt door een jaarlijks quotum van 15-20%. Interspecifieke concurrentie, vooral met Europese konijnen (Oryctolagus cuniculus), kan ook de dichtheid van rode reuzenkangoeroes beperken. Dingo's zijn een belangrijk roofdier voor rode reuzenkangoeroes en zijn een van de weinige dieren die regelmatig op grote volwassenen jagen, hoewel ze vaker jonge exemplaren en kleinere vrouwtjes selecteren. Dingo's kunnen de kangoeroedichtheid rechtstreeks beïnvloeden via predatie en indirect door het gebruik van open weiden te beperken. Andere natuurlijke roofdieren zijn de nu uitgestorven buidelleeuwen, uitgestorven buidelwolven, de Tasmaanse duivel, de ingevoerde rode vos en de wigstaartarend. Jongen lopen vooral risico op predatie door vossen, wilde katten en verschillende roofvogels. Binnen de dingo-hekken vangen mensen deze kangoeroes voor het vlees en de huiden, wat wordt gereguleerd door nationaal goedgekeurde beheerplannen.

## Verspreiding, populatieomvang en bescherming
De rode reuzenkangoeroe is endemisch in Australië, waar de soort de meer droge gebieden bewoont, en het is de meest verspreid voorkomende van alle kangoeroes, in een gebied van ongeveer 5 miljoen km2. Het dier is te vinden op ongeveer twee derde van het continent en geeft de voorkeur aan open vlaktes, open woestijn, grasland, bos of struikgewas, waar verspreide bomen kunnen worden gebruikt voor schaduw en beschutting. Het dier komt voor in die delen die maximaal 400 en 700 mm gemiddelde jaarlijkse regenval ontvangen, afhankelijk van de gemiddelde jaarlijkse temperatuur. In die gebieden zijn de maximale dagelijkse zomertemperaturen gemiddeld 34-39°C, terwijl de temperaturen gemiddeld 4-9°C zijn in de wintermaanden. Door menselijke activiteiten, met name landbouwpraktijken, heeft Osphranter rufus sinds de 19e eeuw zijn verspreidingsgebied kunnen vergroten.
Hoewel de Australische fauna sinds de komst van Europese kolonisten ernstig is verminderd, heeft dit voordelen opgeleverd voor enkele van de grotere kangoeroesoorten, waaronder de rode reuzenkangoeroe, door het uitbreiden van graslanden en het bestrijden van dingo's. O. rufus is een veel voorkomende soort en wordt beschouwd als "minst zorgwekkend". Deze lijst is gebaseerd op de brede verspreiding van de soort, de grote populatie, het voorkomen in beschermde gebieden en de stabiele populatietrend. In 2011 schatte de Australische regering de populatie op ongeveer 11,5 miljoen exemplaren. De populatiedichtheid in het Yathong Natuurreservaat in New South Wales wordt geschat op 7,5 dieren met km2. Er is veel discussie over de commerciële vangst van kangoeroes in Australië, waarbij dierenwelzijn, duurzaamheid en het behoud van de genetische diversiteit de grootste zorg oproepen. Vanwege de grote economische waarde van kangoeroes, als voedsel en als nationaal symbool, is er een aanzienlijke stimulans om een duurzame populatie in stand te houden. Natuurbeschermers zijn het er over het algemeen over eens dat de vangst gunstig is omdat dit het behoud van kangoeroes en mogelijk ook hun leefgebied bevordert. Kangoeroes worden soms ook als een plaagsoort beschouwd en de vangst kan ook dienen als een zichzelf financierend ongediertebestrijdingssysteem. Dierenrechtengroepen willen het vangen van wilde kangoeroes echter verbieden en de kangoeroepopulaties onder controle houdend met alternatieve methoden zoals immunocontraceptie.

## Interactie met de mens
Rode reuzenkangoeroes kunnen onder de juiste omstandigheden met succes gehouden worden, bijvoorbeeld in dierentuinen. Een in het wild gevangen dier past zich relatief snel aan nieuwe omgevingen aan en vertoont binnen een tot anderhalve week in gevangenschap weer het gedrag van wilde dieren. Stress is een groot risico van het vangen van rode reuzenkangoeroes, omdat dit kan leiden tot snelle ademhaling en hartslag, en oververhitting, met fatale gevolgen. Het is daarom gewenst om het vangen zo kort mogelijk te laten duren en uit te voeren als het koud is. Grote rode reuzenkangoeroes moeten door meerdere personen aan de basis van de staart worden vastgehouden. Het best kan een dier vast worden gehouden aan de dijbenen in plaats van de hele achterpoot omdat dit veiliger is voor het dier en de verzorger meer controle geeft. Rode reuzenkangoeroes moeten worden gehouden in grote omheiningen met veel open grond. Deze omheiningen moeten bescherming bieden tegen oververhitting, inclusief voldoende schaduw, en tegen wilde dieren, en ze mogen niet te vol zijn, aangezien dit de prevalentie van ziekten kan vergroten. Rode reuzenkangoeroes in gevangenschap moeten dagelijks vrije keuze gras of hooi krijgen, maar deze planten mogen niet chemisch worden behandeld en landbouwproducten moeten tot een minimum worden beperkt, aangezien deze veel koolhydraten en weinig vezels bevatten. Verse takken met bladeren en schors kunnen zorgen voor gedragsverrijking voor individuen in gevangenschap. Zoutblokken worden aanbevolen als bron van mineralen, en een volwassen rode reuzenkangoeroe heeft 200-600 mg vitamine E per dag nodig. Rode reuzenkangoeroes kunnen met succes in gevangenschap worden gefokt. In gevangenschap kan het gebeuren dat het jong uit de buidel wordt gegooid in reactie op stress zoals wanneer de moeder wordt benadert door een verzorger. In de natuur komt dit ook voor als het dier wordt achtervolgd door roofdieren. Het vrouwtje kan zich dan sneller uit de voeten maken en de roofdieren worden dan afgeleid door het geofferde jong. Als dit gebeurt bij een jong dat nog geen vacht heeft, moet het met de hand worden grootgebracht, of worden geadopteerd door een ander zogend vrouwtje van een grote kangoeroesoort. Joey's zijn gevoelig voor inprenting, dus dit moet worden voorkomen bij het op laten groeien met de hand. Inprenting wordt in verband gebracht met gedragsproblemen, waaronder seksuele en niet-seksuele agressie van mannetjes naar mensen, en neurotisch onderdanig hoofdschudden. Om inprenting te voorkomen, moeten verzorgers zo weinig mogelijk met de jongen omgaan en de verzorging stoppen op dezelfde leeftijd als waarop het dier onafhankelijk van de moeder wordt.